# Вселенная

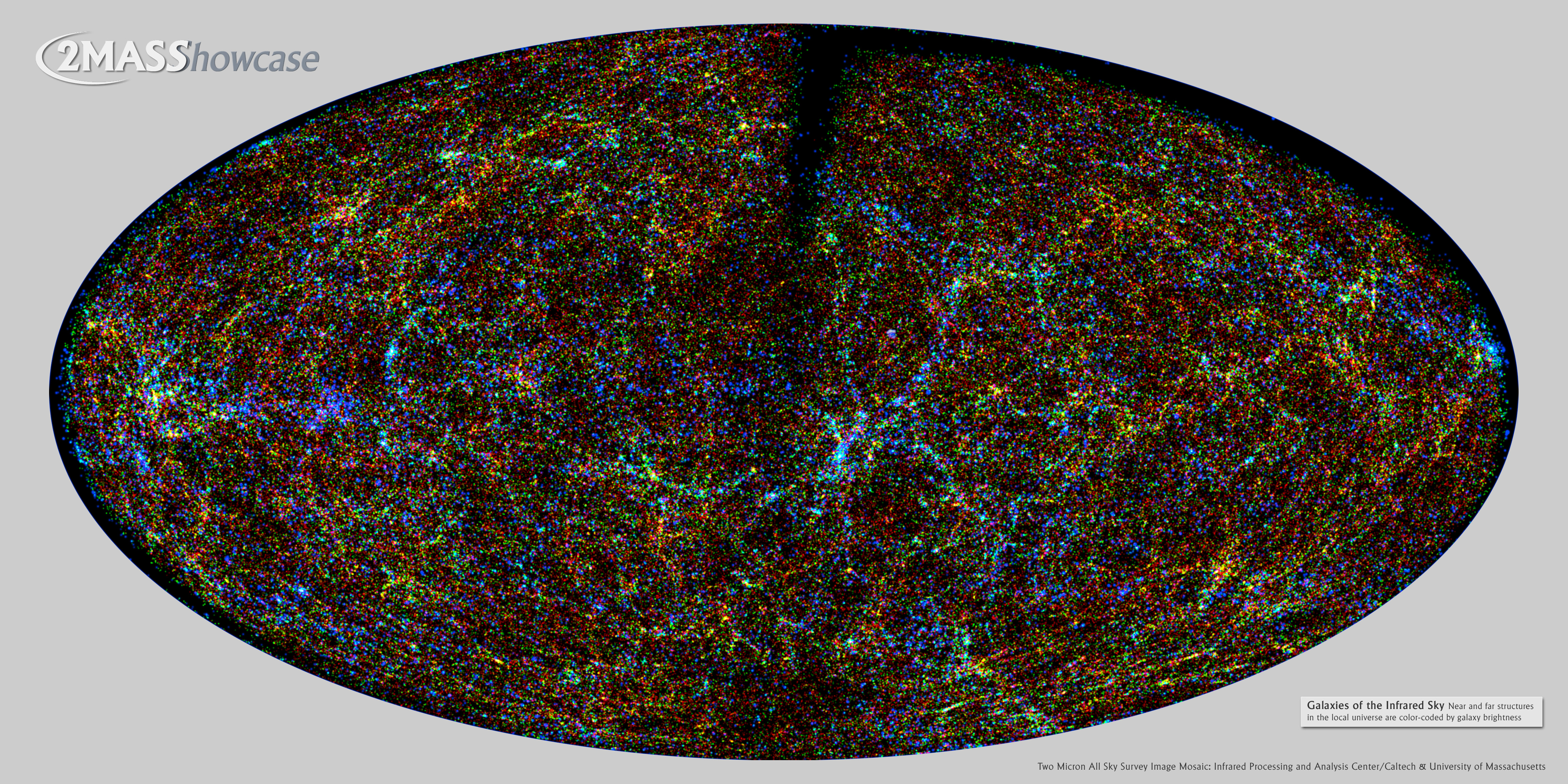
Крупномасштабная структура Вселенной, как она выглядит в инфракрасных лучах с длиной волны 2,2 мкм — 1600000 галактик, зарегистрированных в Extended Source Catalog как результат обзора Two Micron All-Sky Survey. Яркость галактик показана цветом от синего (самые яркие) до красного (самые тусклые). Тёмная полоса по диагонали и краям картины — расположение Млечного Пути, пыль которого мешает наблюдениям

Вселе́нная (от словообразовательной кальки с греч. οἰκουμένη «ойкумена», «обитаемое, освоенное людьми пространство» — всеобъемлющее понятие в эпоху представлений о Земле как о середине мира) — не имеющее строгого определения понятие в астрономии и философии, под которым чаще всего подразумевается совокупность всей существующей в мире энергии, материи и пространства-времени. Оно делится на две принципиально различающиеся сущности: умозрительную (философскую) и материальную, доступную наблюдениям в настоящее время или в обозримом будущем. Если автор различает эти сущности, то, следуя традиции, первую называют Вселенной, а вторую — астрономической Вселенной или Метагалактикой (в последнее время этот термин практически вышел из употребления).
Слово «вселенная» также может употребляться в разнообразных сниженных умозрительных значениях — от вымышленной действительности художественного произведения (например: космология легендариума Толкина) до её игрового подобия в компьютерных играх (например: «вселенная Майнкрафта», «вселенная Fallout'а» и т.д., и т.п.

## История понятия
В историческом плане для обозначения «всего (постигаемого) пространства» использовались различные слова, включая эквиваленты и варианты из различных языков, такие как «космос», «мир», «небесная сфера». Использовался также термин «макрокосмос», хотя он предназначен для определения систем большого масштаба, включая их подсистемы и части. Аналогично, слово «микрокосмос» используется для обозначения систем малого масштаба.
Любое исследование или наблюдение, будь то наблюдение физика за тем, как раскалывается ядро атома, ребёнка за кошкой или астронома, ведущего наблюдения за отдалённой галактикой, — всё это наблюдение за Вселенной, вернее, за отдельными её частями. Эти части служат предметом изучения отдельных наук, а Вселенной в максимально больших масштабах, и даже Вселенной как единым целым занимаются астрономия и космология; при этом под Вселенной понимается или область мира, охваченная наблюдениями и космическими экспериментами, или объект космологических экстраполяций — физическая Вселенная как целое.
Предметом статьи являются знания о наблюдаемой Вселенной как о едином целом: наблюдения, их теоретическая интерпретация и история становления.
Среди однозначно интерпретируемых фактов относительно свойств Вселенной приведём здесь следующие:
| Самый распространённый элемент — водород.  | Расширение Вселенной с хорошей точностью линейно до z ~ 0,1.    | Реликтовый фон флуктуирует на масштабах четвёртого порядка малости.             |
| Температура реликтового фона зависит от z. | Наличие Lα-леса в спектрах далёких объектов (квазаров) с z > 6. | Наличие сильной неоднородности в распределении галактик на масштабах < 100 Мпк. |

В основу теоретических объяснений и описаний этих явлений положен космологический принцип, суть которого в том, что наблюдатели, независимо от места и направления наблюдения, в среднем обнаруживают одну и ту же картину. Сами теории стремятся объяснить и описать происхождение химических элементов, ход развития и причину расширения, возникновение крупномасштабной структуры.
Первый значительный толчок в сторону современных представлений о Вселенной совершил Коперник. Второй по величине вклад внесли Кеплер и Ньютон. Но поистине революционные изменения в наших представлениях о Вселенной произошли лишь в XX веке.

## Этимология
Русское слово «Вселенная» является заимствованием из ст.‑слав. въсел҄енаꙗ, что является калькой с древнегреческого слова οἰκουμένη, от глагола οἰκέω «населяю, обитаю» и в первом значении имело смысл лишь обитаемой части мира. Поэтому русское слово «Вселенная» родственно существительному «вселение» и лишь созвучно определительному местоимению «всё». Самое общее определение для «Вселенной» среди древнегреческих философов, начиная с пифагорейцев, было τὸ πᾶν (всё), включавшее в себя как всю материю (τὸ ὅλον), так и весь космос (τὸ κενόν).

## Облик Вселенной
| Химический состав                    | Средняя температура реликтового излучения | Плотность материи во Вселенной                                                                 | Уравнение состояния |
| H — 75 % He — 23 % O — 1 % C — 0,5 % | 2,725 К                                   | 10−29г/см3. Из них: Тёмная энергия — 68,3 % Тёмная материя — 26,8 % Барионное вещество — 4,9 % | -1,1±0,4            |

Представляя Вселенную как весь окружающий мир, мы сразу делаем её уникальной и единственной. И вместе с этим лишаем себя возможности описать её в терминах классической механики: из-за своей уникальности Вселенная ни с чем не может взаимодействовать, она — система систем, и поэтому в её отношении теряют свой смысл такие понятия, как масса, форма, размер. Вместо этого приходится прибегать к языку термодинамики, употребляя такие понятия как плотность, давление, температура, химический состав.

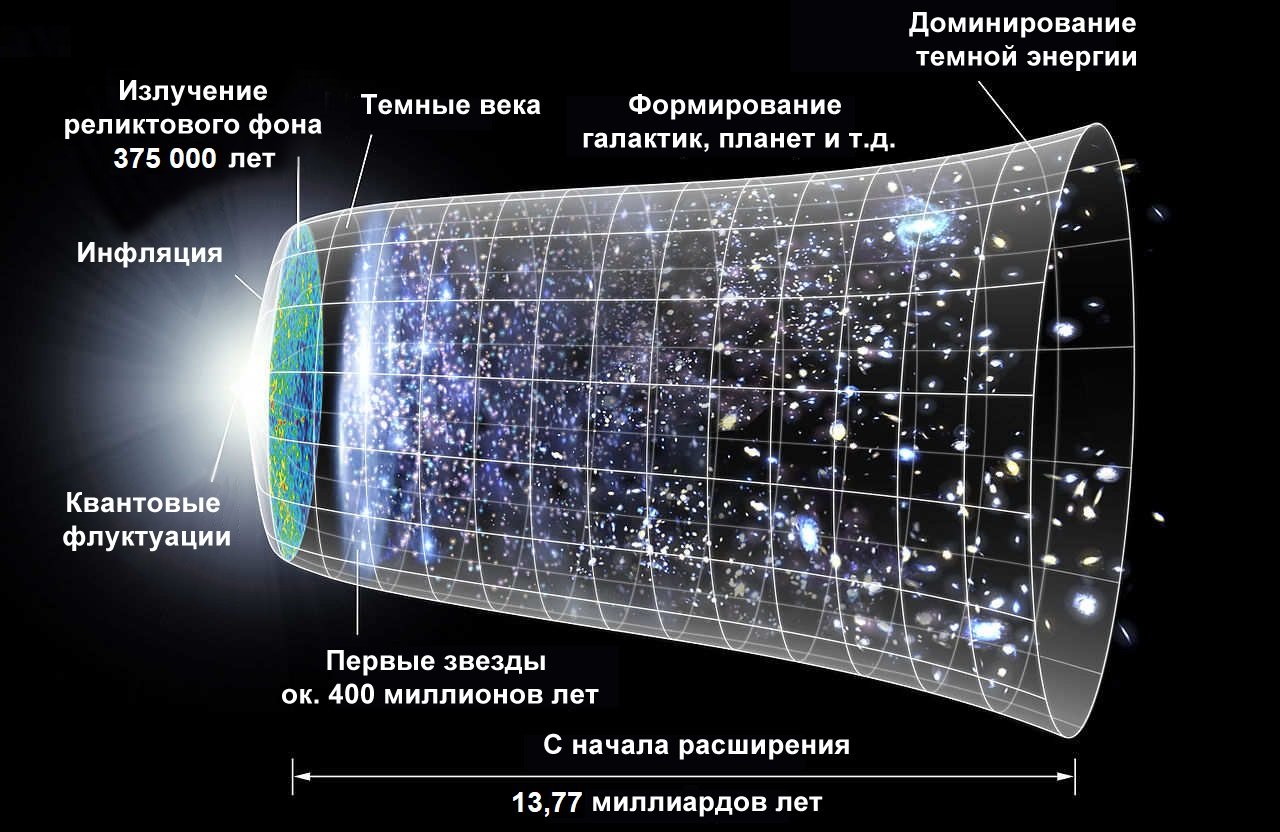
Расширение Вселенной

Однако Вселенная мало похожа на обычный газ. Уже на самых крупных масштабах мы сталкиваемся с расширением Вселенной и реликтовым фоном. Природа первого явления — гравитационное взаимодействие всех существующих объектов. Именно его развитием определяется будущее Вселенной.
Второе же явление — это наследство ранних эпох, когда свет горячего Большого взрыва практически перестал взаимодействовать с материей, отделился от неё. Сейчас, из-за расширения Вселенной, из видимого диапазона большинство излучённых тогда фотонов перешли в микроволновой радиодиапазон.

Иерархия масштабов во Вселенной

При переходе к масштабам меньше 100 Мпк обнаруживается чёткая ячеистая структура. Внутри ячеек пустота — войды. А стенки образованы из сверхскоплений галактик. Эти сверхскопления — верхний уровень целой иерархии, затем идут скопления галактик, потом локальные группы галактик, а самый нижний уровень (масштаб 5—200 кпк) — это огромное многообразие самых различных объектов. Конечно, все они — галактики, но все они различны: это и линзовидные, неправильные, эллиптические, спиральные, с полярным кольцами, с активными ядрами и т. д.
Из них отдельно стоит упомянуть квазары, отличающихся очень высокой светимостью и настолько малым угловым размером, что в течение нескольких лет после открытия их не удавалось отличить от «точечных источников» — звёзд. Болометрическая светимость квазаров может достигать 1046 — 1047 эрг/с.
Переходя к составу галактики мы обнаруживаем: тёмную материю, космические лучи, межзвёздный газ, шаровые скопления, рассеянные скопления, двойные звёзды, звёздные системы большей кратности, сверхмассивные чёрные дыры и чёрные дыры звёздной массы, и, наконец, одиночные звёзды разного населения.
Их индивидуальная эволюция и взаимодействие друг с другом порождает множество явлений. Так предполагается, что источником энергии у упомянутых уже квазаров служит аккреция межзвёздного газа на сверхмассивную центральную чёрную дыру.
Отдельно стоит упомянуть и о гамма-всплесках — это внезапные кратковременные локализуемые повышения интенсивности космического гамма-излучения с энергией в десятки и сотни кэВ. Из оценок расстояний до гамма-всплесков можно сделать вывод, что излучаемая ими энергия в гамма-диапазоне достигает 1050 эрг. Для сравнения, светимость всей галактики в этом же диапазоне составляет «всего» 1038 эрг/c. Такие яркие вспышки видны из самых далёких уголков Вселенной, так у GRB 090423 красное смещение z = 8,2.
Сложнейшим комплексом, включающим в себя множество процессов, является эволюция галактики:
В центре диаграммы представлены важные этапы эволюции одной звезды: от её формирования до смерти. Их ход малозависим от того, что происходит со всей галактикой в целом. Однако общее число вновь образующихся звёзд и их параметры подвержены значительному внешнему влиянию. Процессы, масштабы которых сравнимы или больше размера галактики (на диаграмме это все остальные, не вошедшие в центральную область), меняют морфологическую структуру, темп звездообразования, а значит, и скорость химической эволюции, спектр галактики и так далее.

## Наблюдения

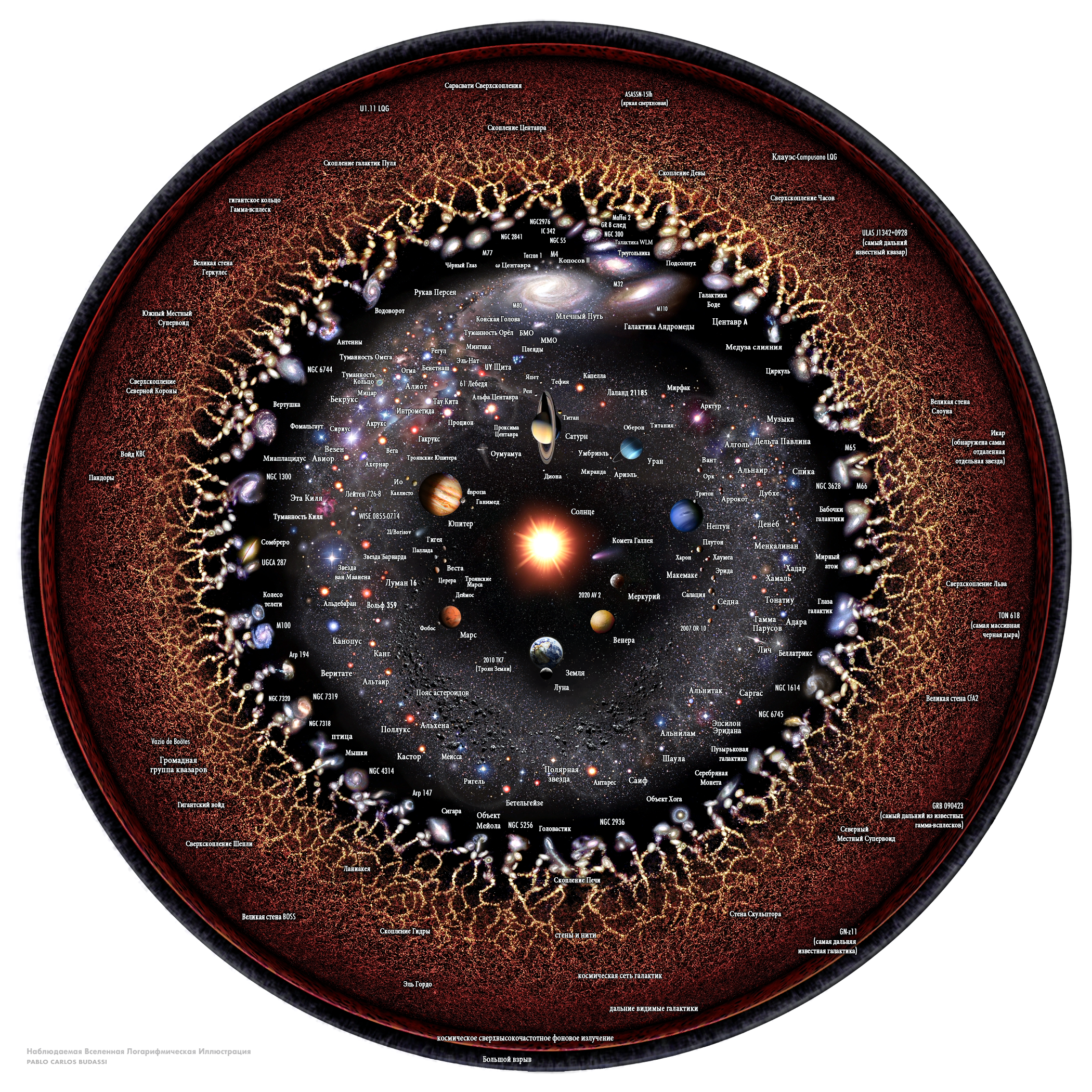
Художественное изображение Наблюдаемой Вселенной в логарифмическом масштабе. В центре Солнечная система, далее наша галактика Млечный Путь, соседние и дальние галактики, крупномасштабная структура Вселенной и реликтовое излучение. По краю изображена невидимая плазма Большого взрыва

Описанное выше многообразие порождает целый спектр задач наблюдательного характера. В одну группу можно включить изучение отдельных феноменов и объектов, а это:
1. Феномен расширения. А для этого нужно измерять расстояния и красные смещения и как можно более далёких объектов. При ближайшем рассмотрении это выливается в целый комплекс задач, называемый шкалой расстояний.➤
2. Реликтовый фон.➤
3. Отдельные удалённые объекты, как квазары и гамма-всплески.➤

Далёкие и старые объекты излучают мало света и необходимы гигантские телескопы, такие как обсерватория Кека, VLT, БТА, «Хаббл», «Джеймс Уэбб» и строящийся E-ELT. Кроме того, для выполнения первой задачи необходимы и специализированные средства — такие, как Hipparcos и Gaia.
Как было сказано, излучение реликтового фона лежит в микроволновом диапазоне длин волн, следовательно, для его изучения необходимы радионаблюдения и, желательно, космическими телескопами, такими как WMAP и «Планк».
Уникальные особенности гамма-всплесков требуют не только гамма-лабораторий на орбите, наподобие SWIFT, но и необычных телескопов — робот-телескопов — чьё поле зрения больше, чем у вышеупомянутых инструментов SDSS, и способных наблюдать в автоматическом режиме. Примерами таких систем может служить телескопы российской сети «Мастер» и российско-итальянский проект Tortora.
Предыдущие задачи — это работа по отдельным объектам. Совсем иной подход требуется для:
1. Изучения крупномасштабной структуры Вселенной.➤
2. Изучение эволюции галактик и процессов её составляющие➤. Таким образом нужны наблюдения как можно более старых объектов и как можно в большем числе.

С одной стороны необходимы массовые, обзорные наблюдения. Это вынуждает использовать телескопы с широким полем, например, такие, как в проекте SDSS. С другой стороны требуется детализация, на порядки превышающая надобности большинства задач предыдущей группы. А это возможно только с помощью РСДБ-наблюдений, с базой в диаметр Земли, или ещё больше как эксперименте «Радиоастрон».
Отдельно стоит выделить поиск реликтовых нейтрино. Для её решения необходимо задействовать специальные телескопы — нейтринные телескопы и нейтринные детекторы, — такие как Баксанский нейтринный телескоп, Байкальский подводный, IceCube, KATRIN.
Одно изучение гамма-всплесков, да реликтового фона свидетельствует о том, что только оптическим участком спектра тут не обойтись. Однако атмосфера Земли имеет всего два окна прозрачности: в радио- и оптическом диапазоне, и поэтому без космических обсерваторий не обойтись. Из ныне действующих в пример здесь приведём Chandra, Integral, XMM-Newton, Гершель. В разработке находятся «Спектр-УФ», IXO, «Спектр-РГ», Astrosat и многие другие.

### Шкала расстояний и космологическое красное смещение
Измерение расстояния в астрономии — многоступенчатый процесс. И основная сложность заключается в том, что наилучшие точности у разных методах достигаются на разных масштабах. Поэтому для измерений всё более и более далёких объектов используется всё более и более длинная цепочка методов, каждый из которых опирается на результаты предыдущего.
В основании всех эти цепочек лежит метод тригонометрического параллакса — базовый, единственный, где расстояние измеряется геометрически, с минимальным привлечением допущений и эмпирических закономерностей. Прочие методы, в большинстве своём, для измерения расстояния используют стандартную свечу — источник с известной светимостью. И расстояние до него можно вычислить:
{\displaystyle D^{2}={\frac {L}{4\pi F}},}
где D — искомое расстояние, L — светимость, а F — измеренный световой поток.

#### Методтригонометрического параллакса

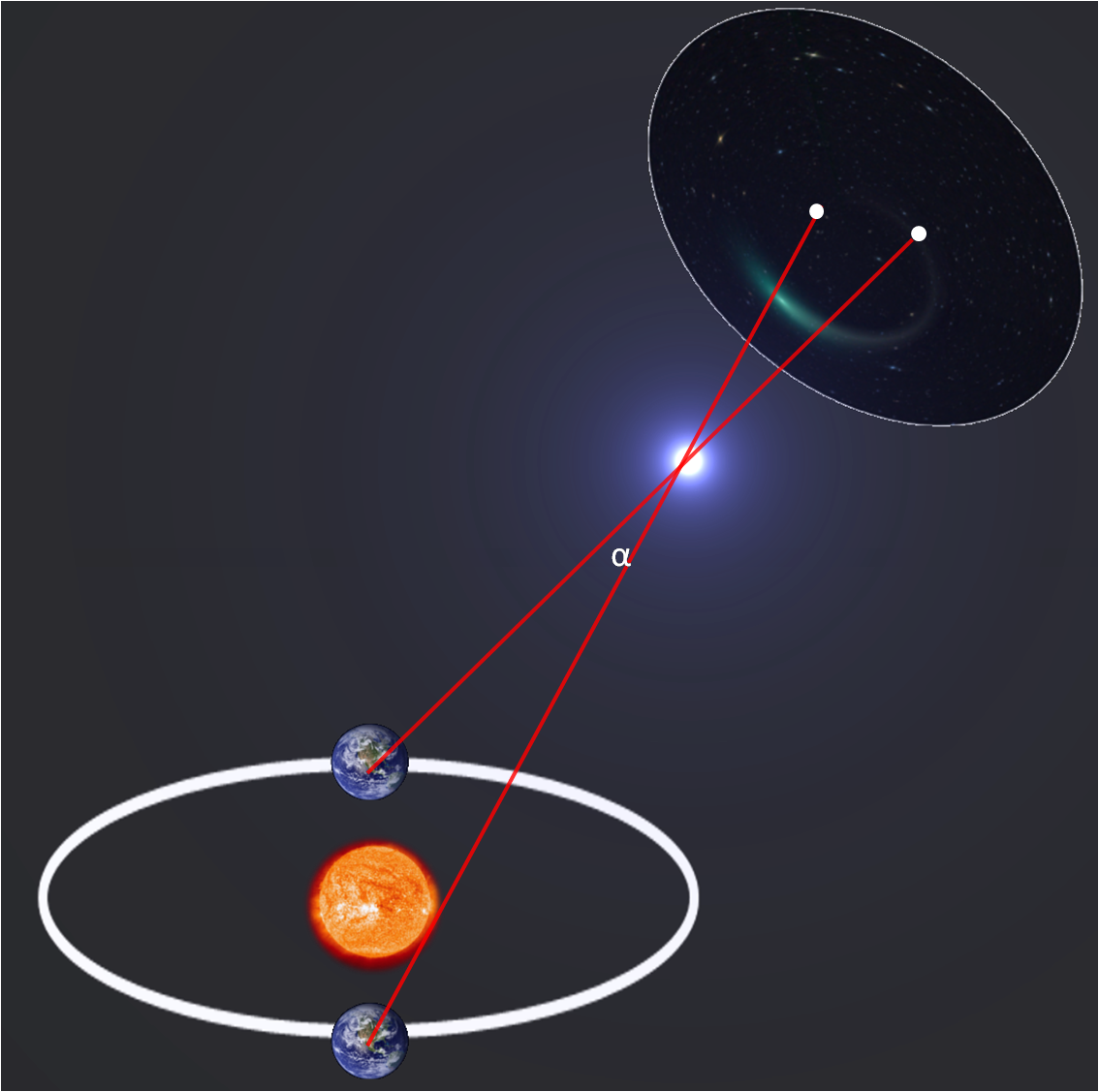
Схема возникновения годичного параллакса

Параллакс — это угол, возникающий благодаря проекции источника на небесную сферу. Различают два вида параллакса: годичный и групповой.
Годичный параллакс — угол, под которым был бы виден средний радиус земной орбиты из центра масс звезды. Из-за движения Земли по орбите видимое положение любой звезды на небесной сфере постоянно сдвигается — звезда описывает эллипс, большая полуось которого оказывается равной годичному параллаксу. По известному параллаксу из законов евклидовой геометрии расстояние от центра земной орбиты до звезды можно найти как:
{\displaystyle D={\frac {2R}{2\sin \alpha /2}}\approx {\frac {2R}{\alpha }},}
где D — искомое расстояние, R — радиус земной орбиты, а приближённое равенство записано для малого угла (в радианах). Данная формула хорошо демонстрирует основную трудность этого метода: с увеличением расстояния значение параллакса убывает по гиперболе, и поэтому измерение расстояний до далёких звёзд сопряжено со значительными техническими трудностями.
Суть группового параллакса состоит в следующем: если некое звёздное скопление имеет заметную скорость относительно Земли, то по законам проекции видимые направления движения его членов будут сходиться в одной точке, называемой радиантом скопления. Положение радианта определяется из собственных движений звёзд и смещения их спектральных линий, возникшего из-за эффекта Доплера. Тогда расстояние до скопления находится из следующего соотношения:
{\displaystyle D={\frac {V_{r}\mathrm {tg} (\lambda )}{4,738\mu }},}
где {\displaystyle \mu } и {\displaystyle V_{r}} — соответственно угловая (в секундах дуги в год) и лучевая (в км/с) скорость звезды скопления, {\displaystyle \lambda } — угол между прямыми Солнце—звезда и звезда—радиант, а {\displaystyle D} — расстояние, выраженное в парсеках. Только Гиады имеют заметный групповой параллакс, но до запуска спутника Hipparcos только таким способом можно откалибровать шкалу расстояний для старых объектов.

#### Метод определения расстояния по цефеидам и звёздам типа RR Лиры
На цефеидах и звёздах типа RR Лиры единая шкала расстояний расходится на две ветви — шкалу расстояний для молодых объектов и для старых. Цефеиды расположены, в основном, в областях недавнего звездообразования и поэтому являются молодыми объектами. Переменные типа RR Лиры тяготеют к старым системам, например, особенно их много в шаровых звёздных скоплениях в гало нашей Галактики.
Оба типа звёзд являются переменными, но если цефеиды — недавно образовавшиеся объекты, то звёзды типа RR Лиры сошли с главной последовательности — гиганты спектральных классов A—F, расположенные, в основном, на горизонтальной ветви диаграммы «цвет-величина» для шаровых скоплений. Однако, способы их использования как стандартных свеч различны:
- Для цефеид существует хорошая зависимость «период пульсации — абсолютная звёздная величина». Скорее всего, это связано с тем, что массы цефеид различны.
- Для звёзд RR Лиры средняя абсолютная звёздная величина примерно одинакова и составляет {\displaystyle M_{RR}\approx 0,78^{m}}[15].

Определение данным методом расстояний сопряжено с рядом трудностей:
1. Необходимо выделить отдельные звёзды. В пределах Млечного Пути это не составляет особого труда, но чем больше расстояние, тем меньше угол, разделяющий звёзды.
2. Необходимо учитывать поглощение света пылью и неоднородность её распределения в пространстве.

Кроме того, для цефеид остаётся серьёзной проблемой точное определение нуль-пункта зависимости «период пульсации — светимость». На протяжении XX века его значение постоянно менялось, а значит, менялась и оценка расстояния, получаемая подобным способом. Светимость звёзд типа RR Лиры, хотя и почти постоянна, но всё же зависит от концентрации тяжёлых элементов.

#### Метод определения расстояния по сверхновым типа Ia

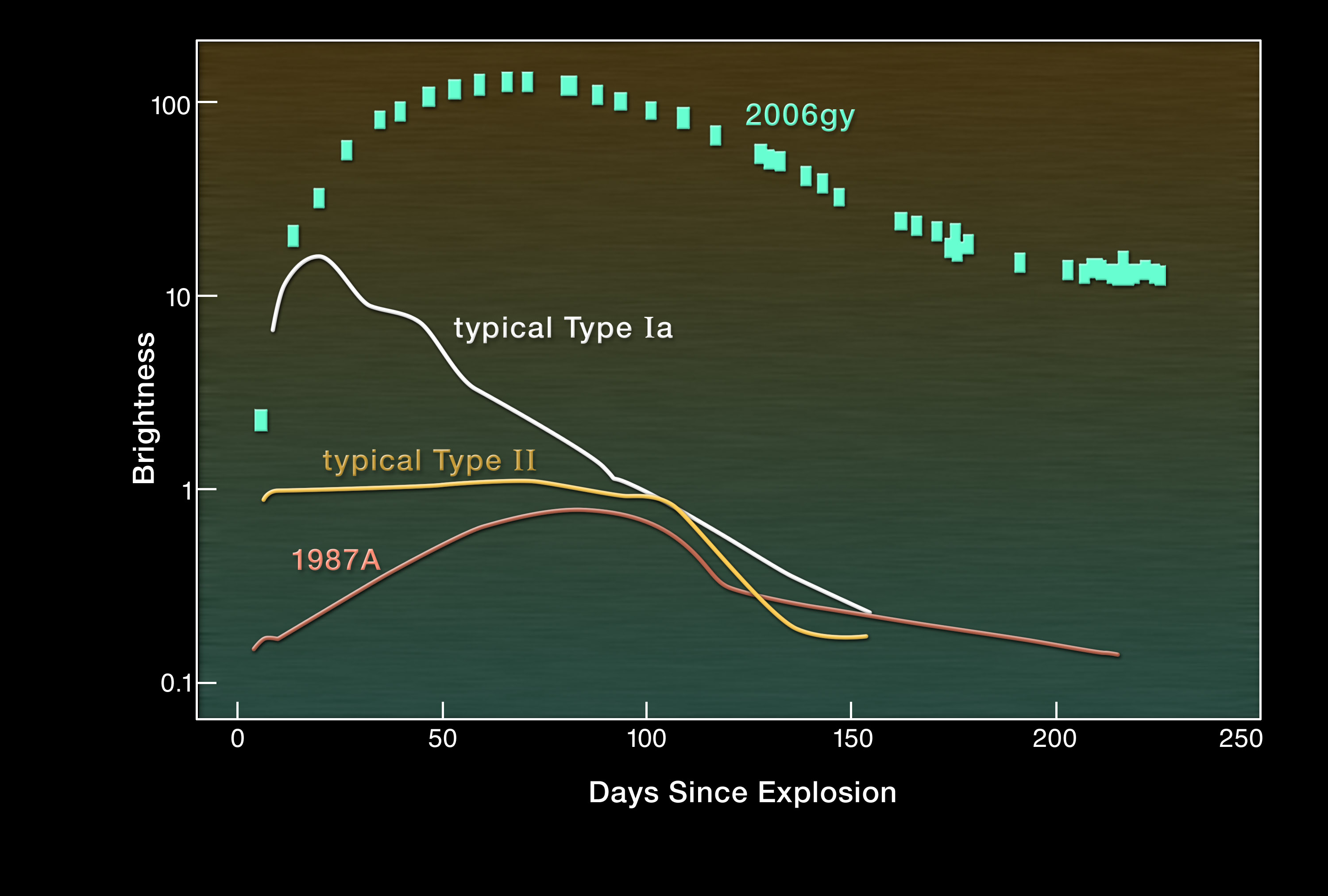
Кривые блеска различных сверхновых

Вспышка сверхновой — колоссальный взрывной процесс, происходящий по всему телу звезды, при этом количество выделившейся энергии лежит в диапазоне от 1050 — 1051 эрг. А также сверхновые типа Ia имеют одинаковую светимость в максимуме блеска. Вместе это позволяет измерять расстояния до очень далёких галактик.
Именно благодаря им в 1998 году две группы наблюдателей открыли ускорение расширения Вселенной. На сегодняшний день факт ускорения почти не вызывает сомнений, однако, по сверхновым невозможно однозначно определить его величину: всё ещё крайне велики ошибки для больших z.
Обычно, помимо общих для всех фотометрических методов, к недостаткам и открытым проблемам относят:
1. Проблема К-поправки. Суть этой проблемы состоит в том, что измеряется не боллометрическая интенсивность (интегрированная по всему спектру), а в определённом спектральном диапазоне приёмника. Это значит, что для источников, имеющие разные красные смещения, измеряется интенсивность в разных спектральных диапазонах. Для учёта этого различия вводится особая поправка, называемая К-поправка.
2. Форма кривой зависимости расстояния от красного смещения измеряется разными обсерваториями на разных инструментах, что порождает проблемы с калибровками потоков и т. п.
3. Раньше считалось, что все сверхновые Ia — это взрывающиеся белые карлики в тесной двойной системе, где второй компонент — это красный гигант. Однако появились свидетельства, что по крайне мере часть из них могут возникать в ходе слияния двух белых карликов, а значит этот подкласс уже не подходит для использования в качестве стандартной свечи.
4. Зависимость светимости сверхновой от химического состава звезды-предшественницы.

#### Метод определения расстояния по гравитационным линзам

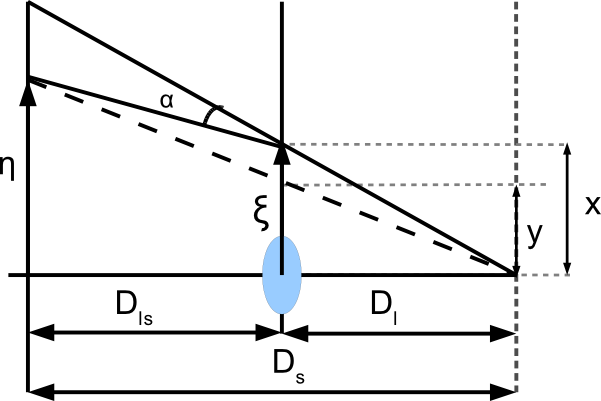
Геометрия гравитационного линзирования

Проходя около массивного тела, луч света отклоняется. Таким образом, массивное тело способно собирать параллельный пучок света в некотором фокусе, строя изображение, причём их может быть несколько. Это явление называется гравитационным линзированием. Если линзируемый объект — переменный, и наблюдается несколько его изображений, это открывает возможность измерения расстояний, так как между изображениями будут различные временны́е задержки из-за распространения лучей в разных частях гравитационного поля линзы (эффект аналогичен эффекту Шапиро в Солнечной системе).
Если в качестве характерного масштаба для координат изображения {\displaystyle \xi } и источника {\displaystyle \eta } (см. рисунок) в соответствующих плоскостях взять {\displaystyle \xi _{0}=D_{1}} и {\displaystyle \eta _{0}=\xi _{0}D_{s}/D_{1}} (где {\displaystyle D} — угловое расстояние), тогда можно записывать временно́е запаздывание между изображениями номер {\displaystyle i} и {\displaystyle j} следующим образом:
где {\displaystyle \chi =\xi /\xi _{0}} и {\displaystyle y=\eta /\eta _{0}} — угловые положения источника и изображения соответственно, {\displaystyle c} — скорость света, {\displaystyle z_{1}} — красное смещение линзы, а {\displaystyle \psi } — потенциал отклонения, зависящий от выбора модели. Считается, что в большинстве случаев реальный потенциал линзы хорошо аппроксимируется моделью, в которой вещество распределено радиально симметрично, а потенциал превращается в бесконечность. Тогда время задержки определяется по формуле:
Однако, на практике чувствительность метода к виду потенциала гало галактики существенна. Так, измеренное значение {\displaystyle H_{0}} по галактике SBS 1520+530 в зависимости от модели колеблется от 46 до 72 км/(с Мпк).

#### Метод определения расстояния по красным гигантам
Ярчайшие красные гиганты имеют одинаковую абсолютную звёздную величину −3,0m±0,2m, а значит, подходят на роль стандартных свеч. Наблюдательно первым этот эффект обнаружил Сендидж в 1971 году. Предполагается, что эти звёзды либо находятся на верхней точке первого подъёма ветви красных гигантов звёзд малой массы (меньше солнечной), либо лежат на асимптотической ветви гигантов.
Основным достоинством метода является то, что красные гиганты удалены от областей звездообразования и повышенной концентрации пыли, что сильно облегчает учёт поглощения. Их светимость также крайне слабо зависит от металличности как самих звёзд, так и окружающей их среды.

Основная проблема данного метода — выделение красных гигантов из наблюдений звёздного состава галактики. Существует два пути её решения:
- Классический — метод выделения края изображений. При этом обычно применяют Собелевский фильтр. Начало провала — искомая точка поворота. Иногда вместо собелевского фильтра в качестве аппроксимирующей функции берут гауссиану, а функция выделения края зависит от фотометрических ошибок наблюдений. Однако, по мере ослабления звезды растут и ошибки метода. В итоге предельно измеряемый блеск на две звёздных величины хуже, чем позволяет аппаратура.
- Второй путь — построение функции светимости методом максимального правдоподобия. Данный способ основывается на том, что функция светимости ветви красных гигантов хорошо аппроксимируется степенной функцией:
{\displaystyle \xi (m)\propto 10^{am},}

где a — коэффициент, близкий к 0,3, m — наблюдаемая звёздная величина. Основная проблема — расходимость в некоторых случаях рядов, возникающих в результате работы метода максимального правдоподобия.

#### Проблемы и современные дискуссии
Одной из проблем является неопределённость в значении постоянной Хаббла и её изотропии. Одна группа исследователей утверждает, что значение постоянной Хаббла флуктуирует на масштабах 10-20°. Возможных причин этому явлению несколько:
1. Реальный физический эффект — в таком случае космологическая модель должна быть кардинально пересмотрена;
2. Стандартная процедура усреднения ошибок некорректна[24].

Это также ведёт к пересмотру космологической модели, но возможно, не такой значительной. В свою очередь, многие другие обзоры и их теоретическая интерпретация не показывают анизотропии, превышающей локально обусловленную ростом неоднородности, в которую входит и наша Галактика, в изотропной в целом Вселенной.

### Изучение реликтового фона

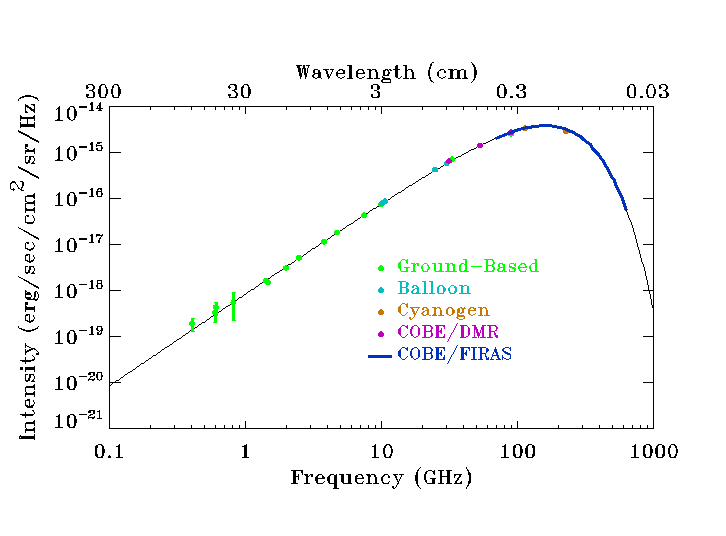
Спектр реликтового излучения

Информация, которую возможно получить, наблюдая реликтовый фон, крайне разнообразна: примечателен сам факт существования реликтового фона. Если Вселенная существовала вечно, то неясна причина его существования — массовых источников, способных создать такой фон, мы не наблюдаем. Однако если время жизни Вселенной конечно, то очевидно, что причина его возникновения кроется на начальных этапах её становления.
На сегодняшний день доминирует мнение, что реликтовое излучение — это излучение, высвободившееся в момент образования атомов водорода. До этого излучение было заперто в веществе, а вернее, в том, что тогда оно из себя представляло — плотной горячей плазме.
Метод анализа реликтового фона на этом предположении и базируется. Если мысленно проследить путь каждого фотона, то получится, что поверхность последнего рассеяния — сфера, тогда колебания температуры удобно разложить в ряд по сферическим функциям:
{\displaystyle \delta T(\theta ,\phi )=\sum _{l=2}^{\infty }\sum _{m=-l}^{l}a_{lm}Y_{lm}(\theta ,\phi ),}
где {\displaystyle a_{lm}} — коэффициенты, называемые мультипольными, а {\displaystyle Y_{lm}} — сферические гармоники. Получающаяся информация довольно разнообразна.
1. Различная информация заложена также и в отклонениях от чернотельного излучения. Если отклонения масштабны и систематичны, то наблюдается эффект Сюняева — Зельдовича, малые же флуктуации обусловлены флуктуациями вещества на ранних стадиях развития Вселенной.
2. Особо ценную информацию о первых секундах жизни Вселенной (в частности, о стадии инфляционного расширения) несёт поляризация реликтового фона.

#### Эффект Сюняева — Зельдовича
Если фотоны реликтового фона на своём пути встречают горячий газ скоплений галактик, то в ходе рассеяния за счёт обратного эффекта Комптона фотоны будут разогреваться (то есть увеличат частоту), забирая часть энергии у горячих электронов. Наблюдательно это будет проявляться снижением потока реликтового излучения в направлении крупных скоплений галактик в длинноволновой области спектра.
С помощью этого эффекта можно получить информацию:
- о давлении горячего межгалактического газа в скоплении, а, возможно, и о самой массе скопления;
- о скорости скопления вдоль луча зрения (из наблюдений на разных частотах);
- о величине постоянной Хаббла {\displaystyle H_{0}}, с привлечением наблюдений в гамма-диапазоне.

При достаточном количестве наблюдаемых скоплений можно определить и общую плотность Вселенной {\displaystyle \Omega }.

#### Поляризация

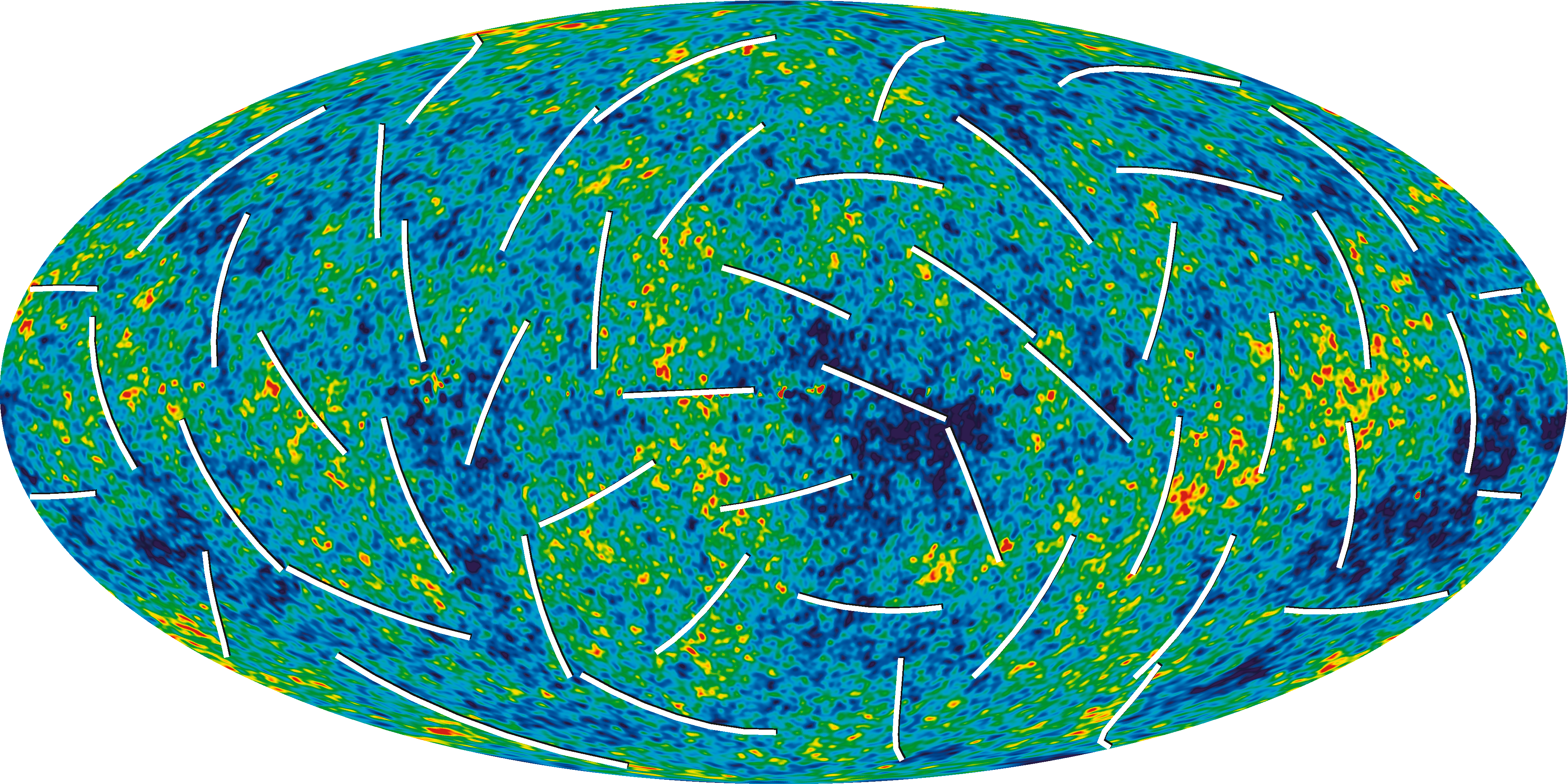
Карта поляризации реликтового излучения по данным WMAP

Поляризация реликтового излучения могла возникнуть только в эпоху просветления. Так как рассеяние томпсоновское, то реликтовое излучение линейно поляризовано. Соответственно, параметры Стокса {\displaystyle Q} и {\displaystyle U}, характеризующие линейные параметры, отличны, а параметр {\displaystyle V} равен нулю. Если интенсивность можно разложить по скалярным гармоникам, то поляризацию можно разложить по так называемым спиновым гармоникам:
{\displaystyle Q+iU=\sum _{l,m}a_{lm}^{\pm 2}Y_{lm}^{\pm 2}(\theta ,\phi ).}
Выделяются E-мода (градиентная составляющая) и B-мода (роторная составляющая).
{\displaystyle a_{lm}^{E}={\frac {1}{2}}\left(a_{lm}^{+2}+a_{lm}^{-2}\right),}
{\displaystyle a_{lm}^{B}={\frac {1}{2}}\left(a_{lm}^{+2}-a_{lm}^{-2}\right).}
E-мода может появляться при прохождении излучения через неоднородную плазму вследствие томпсоновского рассеяния. B-мода, максимальная амплитуда которой достигает всего лишь 0,1 мкK, возникает лишь при взаимодействии с гравитационными волнами.
B-мода является признаком инфляции Вселенной и определяется плотностью первичных гравитационных волн. Наблюдение B-моды является сложной задачей вследствие неизвестного уровня шума для этой компоненты реликтового излучения, а также за счёт того, что B-мода смешивается слабым гравитационным линзированием с более сильной E-модой.
На сегодняшний день поляризация обнаружена, её величина на уровне в несколько мкК (микрокельвинов).

#### Флуктуации реликтового фона
После удаления фоновых источников, постоянной составляющей дипольной и квадрупольной гармоник, остаются только разбросанные по небу флуктуации, разброс амплитуды которых лежит в диапазоне от −15 до 15 μK.
Для сравнение с теоретическими данным сырые данные приводятся к вращательно-инвариантной величине:
{\displaystyle C_{l}={\frac {1}{2l+1}}\sum _{l=-m}^{l=m}\left|a_{lm}\right|^{2}.}
«Спектр» же строят для величины {\displaystyle {\frac {l(l+1)C_{l}}{2\pi }}}, из которого получают важные для космологии выводы. К примеру, по положению первого пика можно судить о полной плотности Вселенной, а по его величине — содержание барионов.
Так из совпадения кросс-корреляции между анизотропией и E-модой поляризации с теоретическими предсказанными для малых углов ({\displaystyle \theta <5^{\circ }}) и значительного расхождения в области больших можно сделать о наличии эпохи рекомбинации на z ≈ 15—20.
Так как флуктуации гауссовы, то можно использовать метод марковских цепей для построения поверхности максимального правдоподобия. В целом обработка данных по реликтовому фону это целый комплекс программ. Однако, как итоговый результат, так и используемые предположения и критерия вызывают дискуссию. Различными группами показано, отличие распределения флуктуаций от гауссова, зависимость карты распределений от алгоритмов его обработки.
Неожиданным результатом стало аномальное распределение на больших масштабах(от 6° и больше). Качество последних подтверждающих данных, полученные на космической обсерватории имени Планка, исключают ошибки измерений. Возможно, они вызваны ещё не обнаруженным и не исследованным явлением.

### Наблюдение далёких объектов

##### Лес Лайман-альфа
В спектрах некоторых далёких объектов можно наблюдать большое скопление сильных абсорбционных линий на малом участке спектра (т. н. лес линий). Эти линии отождествляются как линии серии Лаймана, но имеющие разные красные смещения.
Облака нейтрального водорода эффективно поглощают свет на длинах волн от Lα(1216 Å) до лаймановского предела. Излучение, изначально коротковолновое, на пути к нам из-за расширения Вселенной поглощается там, где его длина волны сравнивается с этим «лесом». Сечение взаимодействия очень большое и расчёт показывает, что даже малой доли нейтрального водорода достаточно для создания большого поглощения в непрерывном спектре.
При большом количестве облаков нейтрального водорода на пути света, линии будут расположены настолько близко друг к другу, что на довольно широком интервале в спектре образуется провал. Длинноволновая граница этого интервала обусловлена Lα, а коротковолновая зависит от ближайшего красного смещения, ближе которого среда ионизована и нейтрального водорода мало. Это явление называется эффектом Ганна — Петерсона.
Эффект наблюдается в квазарах с красным смещением z > 6. Отсюда делается вывод, что эпоха ионизации межгалактического газа началась с z ≈ 6.

##### Гравитационно-линзированные объекты
К эффектам, наблюдения которых возможны также для любого объекта (даже не важно, чтобы он был далёким), необходимо отнести и эффект гравитационного линзирования. В прошлом разделе было указано, что с помощью гравитационного линзирования строят шкалу расстояний, это вариант так называемого сильного линзирования, когда угловое разделение изображений источника можно непосредственно наблюдать. Однако существует ещё и слабое линзирование, с его помощью можно исследовать потенциал изучаемого объекта. Так, с его помощью было установлено, что скопления галактик размером от 10 до 100 Мпк являются гравитационно связанными, тем самым являясь самыми крупными стабильными системами во Вселенной. Также выяснилось, что обеспечивает эту стабильность масса, проявляющаяся только в гравитационном взаимодействии — тёмная масса или, как её называют в космологии, тёмная материя.

#### Наблюдения квазаров

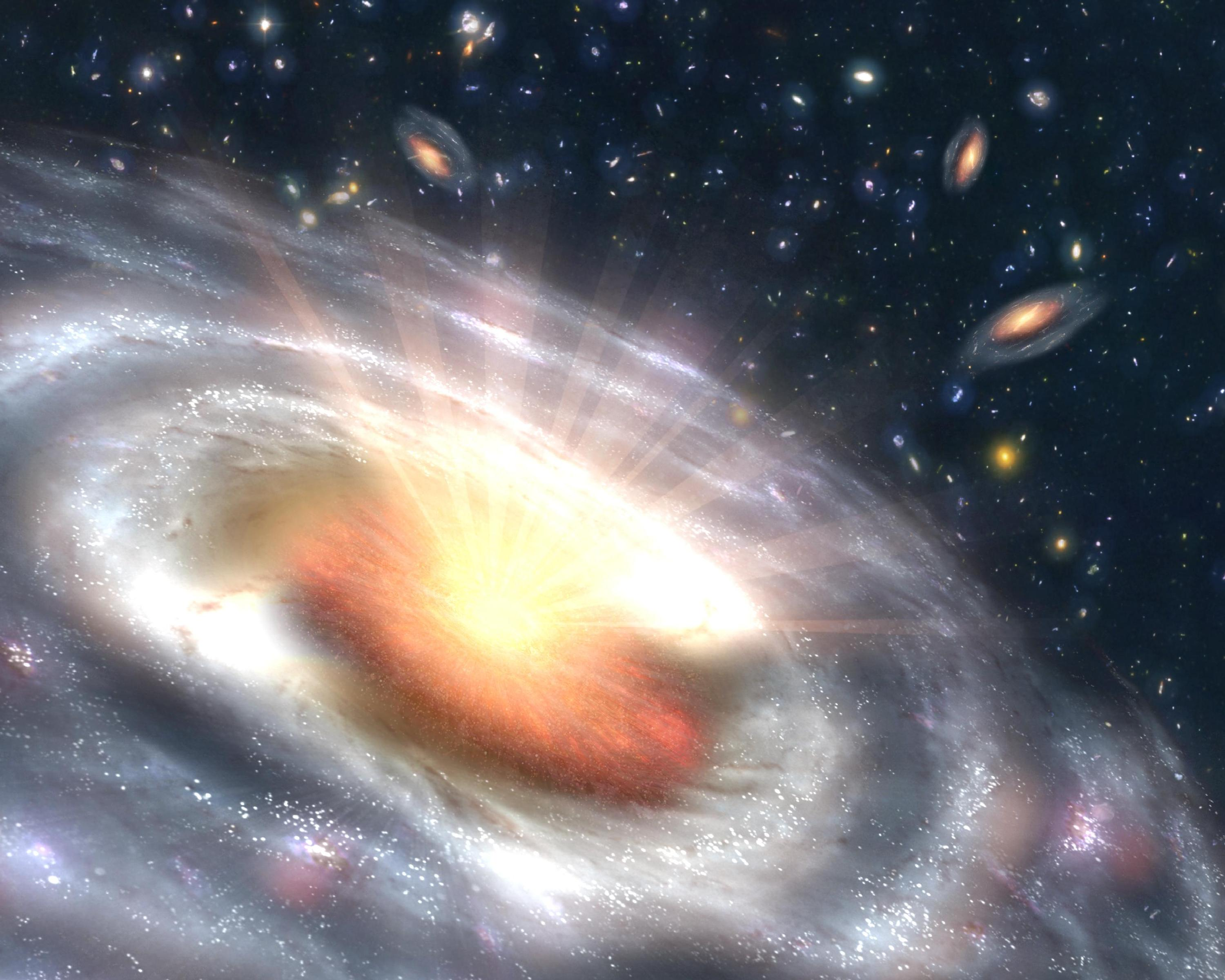
Природа квазара

Уникальное свойство квазаров — большие концентрации газа в области излучения. По современным представлениям, аккреция этого газа на чёрную дыру и обеспечивает столь высокую светимость объектов. Высокая концентрация вещества означает и высокую концентрацию тяжёлых элементов, а значит и более заметные абсорбционные линии. Так, в спектре одного из линзируемых квазаров были обнаружены линии воды.
Уникальным преимуществом является и высокая светимость в радиодиапазоне, на её фоне поглощение части излучения холодным газом более заметно. При этом газ может принадлежать как родной галактике квазара, так и случайному облаку нейтрального водорода в межгалактической среде, или галактике, случайно попавшей на луч зрения (при этом нередки случаи, когда такая галактика не видна — она слишком тусклая для наших телескопов). Изучение межзвёздного вещества в галактиках данным методом называется «изучением на просвет», к примеру, подобным образом была обнаружена первая галактика со сверхсолнечной металличностью.
Также важным результатом применения данного метода, правда не в радио-, а в оптическом диапазоне, являются измерения первичного обилия дейтерия. Современное значение обилия дейтерия, полученное по таким наблюдениям, составляет {\displaystyle D/H_{p}\approx 3\cdot 10^{-5}}.
С помощью квазаров получены уникальные данные о температуре реликтового фона на z ≈ 1,8 и на z = 2,4. В первом случае исследовались линии сверхтонкой структуры нейтрального углерода, для которых кванты с T ≈ 7,5 К (предполагаемая температура реликтового фона на тот момент) играют роль накачки, обеспечивая инверсную заселённость уровней. Во втором случае обнаружили линии молекулярного водорода H2, дейтерида водорода HD, а также молекулы оксида углерода СО, по интенсивности спектра которой как раз и измерили температуру реликтового фона, она с хорошей точностью совпала с ожидаемым значением.
Ещё одно достижение, состоявшееся благодаря квазарам — оценка темпа звездообразования на больших z. Сначала, сравнивая спектры двух различных квазаров, а потом сравнивая отдельные участки спектра одного и того же квазара, обнаружили сильный провал на одном из UV участков спектра. Столь сильный провал мог быть вызван только большой концентрацией пыли, поглощающей излучение. Ранее пыль пытались обнаружить по спектральным линиям, но выделить конкретные серии линий, доказывающее, что это именно пыль, а не примесь тяжёлых элементов в газе, не удавалось. Именно дальнейшее развитие этого метода позволило оценить темп звездообразования на z от ~ 2 до ~ 6.

#### Наблюдения гамма-всплесков

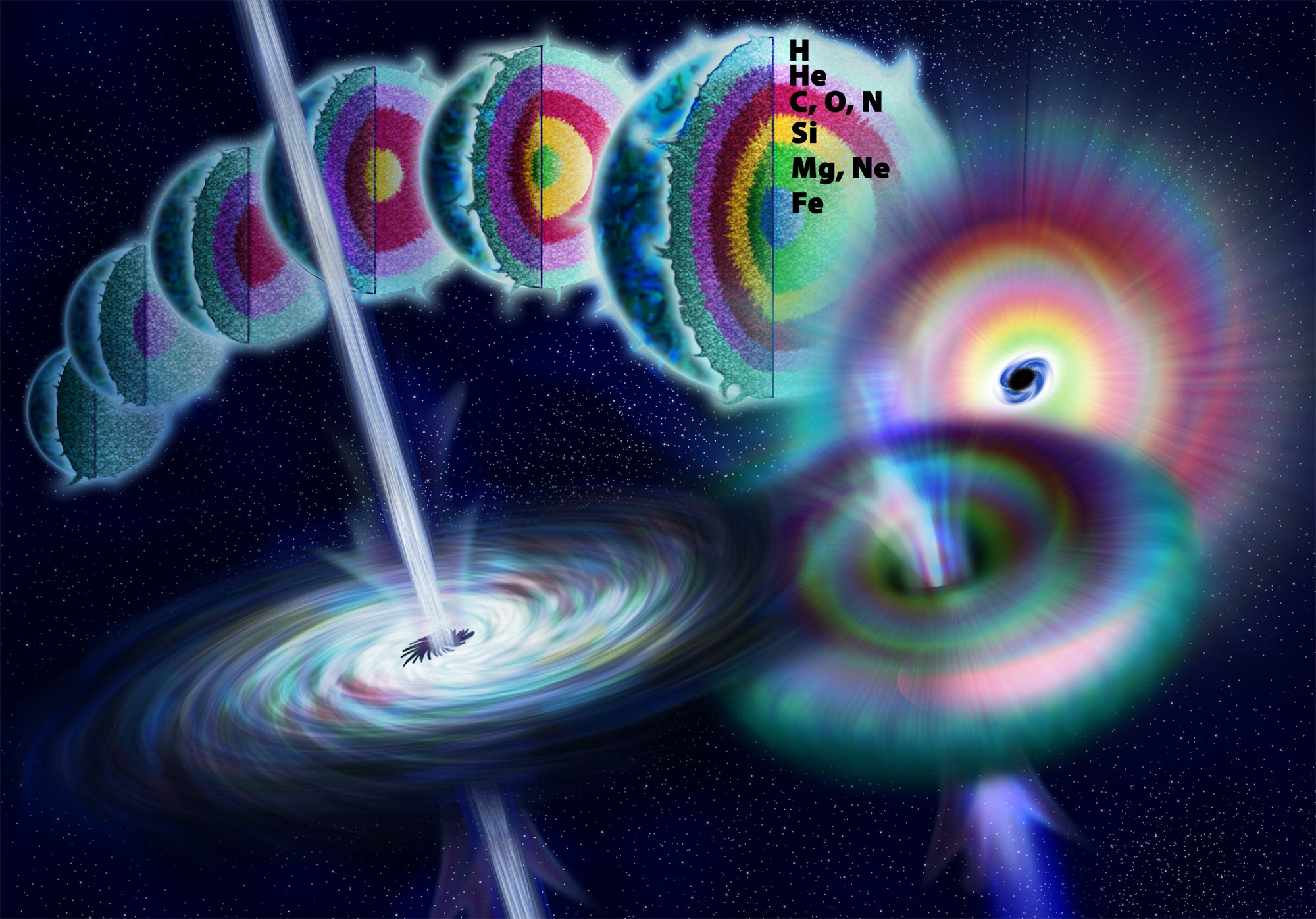
Популярная модель возникновения гамма-всплеска

Гамма-всплески — уникальное явление, и общепризнанного мнения о его природе не существует. Однако подавляющее большинство учёных соглашается с утверждением, что прародителем гамма-всплеска являются объекты звёздной массы.
Уникальные возможности применения гамма-всплесков для изучения структуры Вселенной состоят в следующем:
1. Так как прародителем гамма-всплеска является объект звёздной массы, то и проследить гамма-всплески можно на большее расстояние, нежели квазары, как по причине более раннего формирования самого прародителя, так и из-за малой массы чёрной дыры квазара, а значит и меньшей его светимости на тот период времени.
2. Спектр гамма-всплеска — непрерывный, то есть не содержит спектральных линий. Это означает, что самые далёкие линии поглощения в спектре гамма-всплеска — это линии межзвёздной среды родительской галактики. Из анализа этих спектральных линий можно получить информацию о температуре межзвёздной среды, её металличности, степени ионизации и кинематике.
3. Гамма-всплески дают чуть ли не идеальный способ изучать межгалактическую среду до эпохи реионизации, так как их влияние на межгалактическую среду на 10 порядков меньше, нежели квазаров, из-за малого времени жизни источника.
4. Если послесвечение гамма-всплеска в радиодиапазоне достаточно сильное, то по линии 21 см можно судить о состоянии различных структур нейтрального водорода в межгалактической среде вблизи от галактики-прародителя гамма-всплеска.
5. Детальное изучение процессов формирования звёзд на ранних этапах развития Вселенной с помощью гамма-всплесков сильно зависит от выбранной модели природы явления, но если набрать достаточную статистику и построить распределения характеристик гамма-всплесков в зависимости от красного смещения, то, оставаясь в рамках довольно общих положений, можно оценить темп звездообразования и функцию масс рождающихся звёзд[49].
6. Если принять предположение, что гамма-всплеск — это взрыв сверхновой звезды населения III, то можно изучать историю обогащения Вселенной тяжёлыми металлами.
7. Также гамма-всплеск может служить указателем на очень слабую карликовую галактику, которую трудно обнаружить при «массовом» наблюдении неба.

Серьёзной проблемой для наблюдения гамма-всплесков в общем и применимости их для изучения Вселенной, в частности, является их спорадичность и краткость времени, когда послесвечение всплеска, по которому только и можно определить расстояние до него, можно наблюдать спектроскопически.

### Изучение эволюции Вселенной и её крупномасштабной структуры

#### Изучение крупномасштабной структуры

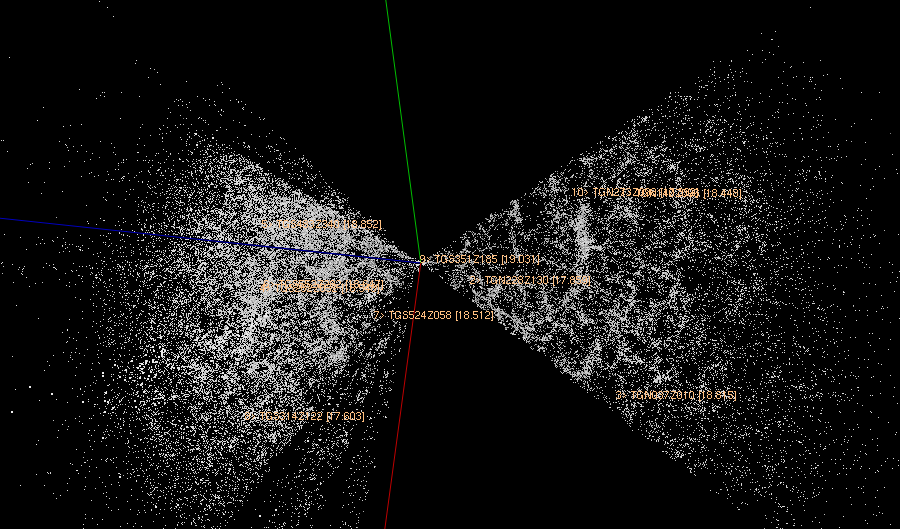
Данные о крупномасштабной структуре 2df обзора

Первым способом изучения крупномасштабной структуры Вселенной, не потерявший своей актуальности, стал так называемый метод «звёздных подсчётов» или «звёздных черпков». Суть его в подсчёте количества объектов в различных направлениях. Применён Гершелем в конце XVIII века, когда о существовании далёких космических объектов только догадывались, и единственными объектами, доступными для наблюдений, были звёзды, отсюда и название. Сегодня, естественно, считают не звёзды, а внегалактические объекты (квазары, галактики), и помимо выделенного направления строят распределения по z.
Крупнейшими источниками данных о внегалактических объектах являются отдельные наблюдения конкретных объектов, обзоры типа SDSS, APM, 2df, а также компилятивные базы данных, такие как Ned и Hyperleda. Например, в обзоре 2df охват неба составлял ~ 5 %, среднее z — 0,11 (~ 500 Мпк), количество объектов — ~ 220 000.
Уже на представленном рисунке можно видеть, что галактики расположены в пространстве неоднородно на малых масштабах. После более детального рассмотрения обнаруживается, что пространственная структура распределения галактик — ячеистая: узкие стенки с шириной, определяемой величиной скоплений и сверхскоплений галактик, а внутри этих ячеек — пустоты, так называемые войды.
Доминирующим является мнение, что при переходе к масштабам сотен мегапарсек ячейки складываются и усредняются, распределение видимого вещества становится однородным. Однако однозначность в этом вопросе пока не достигнута: применяя различные методики, некоторые исследователи приходят к выводам об отсутствии однородности распределения галактик вплоть до самых больших исследованных масштабов. Вместе с тем, неоднородности в распределении галактик не отменяют факта высокой однородности Вселенной в начальном состоянии, выводимого из высокой степени изотропии реликтового излучения.
Вместе с этим установлено, что распределения количества галактик по красному смещению имеет сложный характер. Зависимость для разных объектов различна. Однако для всех них характерно наличие нескольких локальных максимумов. С чем это связано — пока не совсем понятно.
До последнего времени не было ясности в том, как эволюционирует крупномасштабная структура Вселенной. Однако работы последнего времени показывают, что первыми сформировались крупные галактики, и только потом уже мелкие (так называемый downsizing-эффект).

#### Наблюдения звёздных скоплений

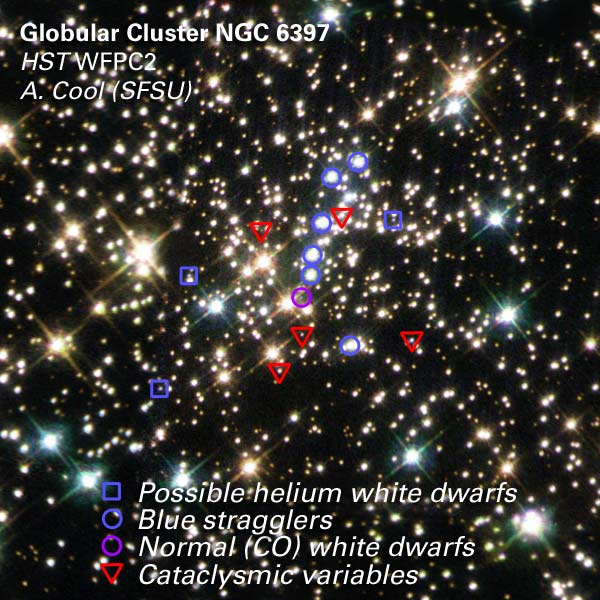
Популяция белых карликов в шаровом звёздном скоплении NGC 6397. Синие квадраты — гелиевые белые карлики, фиолетовые кружки — «нормальные» белые карлики с высоким содержанием углерода

Главное свойство шаровых скоплений для наблюдательной космологии — много звёзд одного возраста в небольшом пространстве. Это значит, что если каким-то способом измерено расстояние до одного члена скопления, то различие в расстоянии до других членов скопления пренебрежимо мало.
Одновременное формирование всех звёзд скопления позволяет определить его возраст: опираясь на теорию звёздной эволюции, строятся изохроны на диаграмме «цвет — звёздная величина», то есть кривые равного возраста для звёзд различной массы. Сопоставляя их с наблюдаемым распределением звёзд в скоплении, можно определить его возраст.
Метод имеет ряд своих трудностей. Пытаясь их решить, разные команды, в разное время получали разные возраста для самых старых скоплений, от ~8 млрд лет, до ~ 25 млрд лет.
В галактиках шаровые скопления, входящие в старую сферическую подсистему галактик, содержат множество белых карликов — остатков проэволюционировавших красных гигантов относительно небольшой массы. Белые карлики лишены собственных источников термоядерной энергии и излучают исключительно за счёт излучения запасов тепла. Белые карлики имеют приблизительно одинаковую массу звёзд-предшественниц, а значит — и приблизительно одинаковую зависимость температуры от времени. Определив по спектру белого карлика его абсолютную звёздную величину на данный момент и зная зависимость время—светимость при остывании, можно определить возраст карлика
Однако данный подход связан как с большими техническими трудностями, — белые карлики крайне слабые объекты, — необходимо крайне чувствительные инструменты, чтоб их наблюдать. Первым и пока единственным телескопом, на котором возможно решение данной задачи является космический телескоп «Хаббл». Возраст самого старого скопления по данным группы, работавшей с ним: {\displaystyle 12,7\pm 0,7} млрд лет, однако, результат оспаривается. Оппоненты указывают, что не были учтены дополнительные источники ошибок, их оценка {\displaystyle 12,4_{-1,5}^{+1,8}} млрд лет.

#### Наблюдения непроэволюционировавших объектов

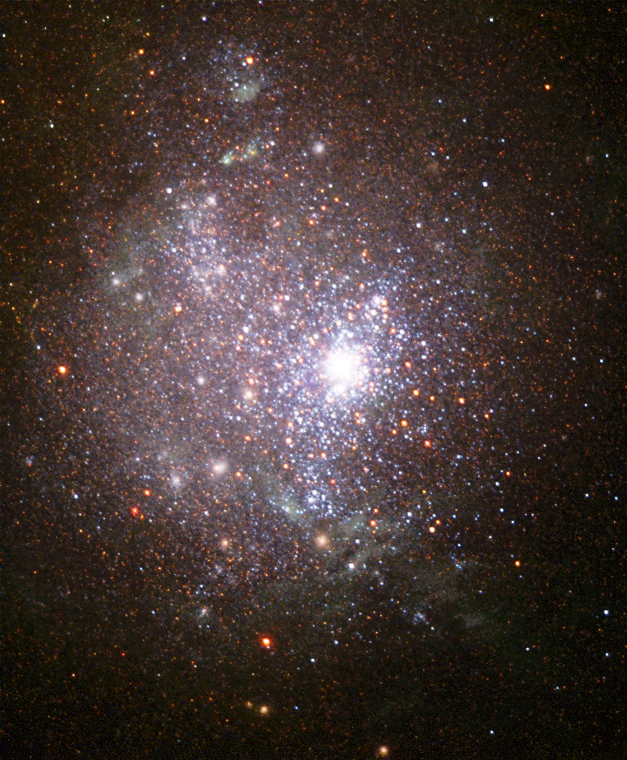
NGC 1705 — галактика типа BCDG

Объекты, фактически состоящие из первичного вещества, дожили до нашего времени благодаря крайне малому темпу их внутренней эволюции. Это позволяет изучать первичный химический состав элементов, а также, не сильно вдаваясь в подробности и основываясь на лабораторных законах ядерной физики, оценить возраст подобных объектов, что даст нижний предел на возраст Вселенной в целом.
К такому типу можно отнести звёзды малой массы с низкой металличностью (так называемые G-карлики), низкометалличные области HII, а также карликовые неправильные галактики класса BCDG (Blue Compact Dwarf Galaxy).
Согласно современным представлениям, в ходе первичного нуклеосинтеза должен был образоваться литий. Особенность этого элемента заключается в том, что ядерные реакции с его участием начинаются при не очень больших, по космическим масштабам, температурах, и в ходе звёздной эволюции изначальный литий должен был быть практически полностью переработан. Остаться он мог только у массивных звёзд населения типа II. Такие звёзды имеют спокойную, не конвективную атмосферу, благодаря чему литий остаётся на поверхности, не рискуя сгореть в более горячих внутренних слоях звезды.
В ходе измерений обнаружилось, что у большинства таких звёзд обилие лития составляет
{\displaystyle A({\textrm {Li}})=12+\log({\textrm {Li/H}})=2{,}12.}
Однако есть ряд звёзд, в том числе и сверхнизкометалличные, у которых обилие лития значительно ниже. С чем это связано, до конца не ясно, предполагается, что это как-то связано с процессами в атмосфере.
У звезды CS31082-001, принадлежащей звёздному населению типа II, были обнаружены линии и измерены концентрации в атмосфере тория и урана. Эти два элемента имеют различный период полураспада, поэтому со временем их соотношение меняется, и если как-то оценить первоначальное соотношение обилий, то можно определить возраст звезды. Оценить можно двояким способом: из теории r-процессов, подтверждённой как лабораторными измерениями, так и наблюдениями Солнца; или можно пересечь кривую изменения концентраций за счёт распада и кривую изменения содержания тория и урана в атмосферах молодых звёзд за счёт химической эволюции Галактики. Оба метода дали схожие результаты: 15,5 ± 3,2 млрд лет получены первым способом, 14,5+2,2
−2,8 млрд лет — вторым.
Слабо металличные BCDG-галактикам (всего их существует ~10) и зоны HII — источники информации по первичному обилию гелия. Для каждого объекта из его спектра определяется металличность (Z) и концентрация He (Y). Экстраполируя определённым образом диаграмму Y—Z до Z = 0, получают оценку первичного гелия.
Итоговое значение Yp разнится от одной группы наблюдателей к другой и от одного периода наблюдений к другому. Так, одна, состоящая из авторитетнейших специалистов в этой области, Изотова и Тхуан (Thuan), получили значение Yp = 0,245 ± 0,004 по BCDG-галактикам, по HII-зонам на данный момент (2010) они остановились на значении Yp = 0,2565 ± 0,006. Другая авторитетная группа во главе с М. Пеймбертом (Peimbert) получали также различные значения Yp, от 0,228 ± 0,007 до 0,251 ± 0,006.

## Теоретические модели
Из всего множества наблюдательных данных для построения и подтверждения теорий ключевыми являются следующие:
1. Все наблюдения, связанные со шкалой расстояний➤. Именно их результаты дают значения постоянной Хаббла H, в законе носящим его имя:
{\displaystyle cz=H_{0}D,},
где z — красное смещение галактики, D  — расстояние до неё, c — скорость света.
2. Возраст Вселенной, получаемый из закона расширения должен быть строго больше возраста самых старых объектов. (К примеру, из наблюдений звёздных скоплений➤)
3. Измерения первоначального обилия элементов. (К примеру, из наблюдений BCDG-галактик и G-карликов➤).
4. Данные реликтового фона.➤
5. Данные об эволюции крупномасштабных структур. (Помимо непосредственных наблюдений структуры➤, источники данных могут быть самые разнообразные от наблюдений отдельных объектов➤ до реликтового фона).

Их интерпретация начинается с космического принципа, согласно которому каждый наблюдатель в один и тот же момент времени, независимо от места и направления наблюдения обнаруживает в среднем одну и ту же картину. То есть на больших масштабах Вселенная пространственно однородна и изотропна. Заметим, данное утверждение не запрещает неоднородности во времени, то есть существования выделенных последовательностей событий, доступных всем наблюдателям.
Сторонники теорий стационарной Вселенной иногда формулируют «совершенный космологический принцип», согласно которому свойствами однородности и изотропности должно обладать четырёхмерное пространство-время. Однако наблюдаемые во Вселенной эволюционные процессы, по всей видимости не согласуются с таким космологическим принципом.
В общем случае для построения моделей применяются следующие теории и разделы физики:
1. Равновесная статистическая физика, её основные понятия и принципы, а также теория релятивистского газа.
2. Теория гравитации, обычно это ОТО. Хотя её эффекты проверены только в масштабах Солнечной системы[70][c], и её использование в масштабе галактик и Вселенной в целом может быть подвергнуто сомнению.
3. Некоторые сведения из физики элементарных частиц: список основных частиц, их характеристики, типы взаимодействия, законы сохранения. Космологические модели были бы много проще, если бы протон не был стабильной частицей и распадался бы[71], чего современные эксперименты в физических лабораториях не подтверждают.

На данный момент, комплекс моделей, наилучшим образом объясняющий наблюдательные данные является:
| Теория Большого взрыва. Описывает химический состав Вселенной. | Теория стадии инфляции. Объясняет причину расширения. | Модель расширения Фридмана. Описывает расширение. | Иерархическая теория. Описывает крупномасштабную структуру. |

прим.: зелёный цвет означает абсолютно доминирующие теории; янтарный — признана многими, но широко обсуждаемая; алый — испытывающая большие проблемы в последнее время, но поддерживаемая многими теоретиками.

### Модель расширяющейся Вселенной
Модель расширяющейся Вселенной описывает сам факт расширения. В общем случае не рассматривается, когда и почему Вселенная начала расширяться. В основе большинства моделей лежит ОТО и её геометрический взгляд на природу гравитации.
Если изотропно расширяющуюся среду рассматривать в системе координат, жёстко связанной с материей, то расширение Вселенной формально сводится к изменению масштабного фактора всей координатной сетки, в узлах которой «посажены» галактики. Такую систему координат называют сопутствующей. Начало же отсчёта обычно прикрепляют к наблюдателю.

#### Модель Фридмана
| Стадия                                 | Эволюция {\displaystyle a(\eta )}         | Параметр Хаббла                                                           |
| -------------------------------------- | ----------------------------------------- | ------------------------------------------------------------------------- |
| Инфляционная                           | {\displaystyle a\propto e^{Ht}}           | {\displaystyle H^{2}={\frac {8\pi }{3}}{\frac {\rho _{vac}}{M_{pl}^{2}}}} |
| Радиационное доминирование p=ρ/3       | {\displaystyle a\propto t^{\frac {1}{2}}} | {\displaystyle H={\frac {1}{2t}}}                                         |
| Пылевая стадия p=const                 | {\displaystyle a\propto t^{\frac {2}{3}}} | {\displaystyle H={\frac {2}{3t}}}                                         |
| {\displaystyle \Lambda }-доминирование | {\displaystyle a\propto e^{Ht}}           | {\displaystyle H^{2}={\frac {8\pi }{3}}G\rho _{\Lambda }}                 |

В рамках ОТО вся динамика Вселенной может быть сведена к простым дифференциальным уравнениям для масштабного фактора {\displaystyle a(t)}.
В однородном, изотропном четырёхмерном пространстве с постоянной кривизной, расстояние между двумя бесконечно приближёнными точками можно записать следующим образом:

{\displaystyle ds^{2}=dt^{2}-a^{2}(t)\left(dx^{2}+k{\frac {(xdx)^{2}}{1-kx^{2}}}\right),}
где k принимает значение:
k = 0 для трёхмерной плоскости,
k = 1 для трёхмерной сферы,
k = −1 для трёхмерной гиперсферы,
{\displaystyle x=\{x_{1},x_{2},x_{3}\}} — трёхмерный радиус-вектор в квазидекартовых координатах.

Если же выражение для метрики подставить в уравнения ОТО, то получим следующую систему уравнений:
- Уравнение энергии

{\displaystyle \left({\frac {\dot {a}}{a}}\right)^{2}={\frac {8\pi G\rho }{3}}-\left({\frac {kc^{2}}{a^{2}}}\right)+{\frac {\Lambda c^{2}}{3}},}
- Уравнение движения

{\displaystyle {\frac {\ddot {a}}{a}}=-{\frac {4\pi G}{3}}\left(\rho +{\frac {3P}{c^{2}}}\right)+{\frac {\Lambda c^{2}}{3}}.}
- Уравнение неразрывности

{\displaystyle {\frac {d\rho }{dt}}=-3H\left(\rho +{\frac {P}{c^{2}}}\right),}
где {\displaystyle \Lambda } — космологическая постоянная, {\displaystyle \rho } — средняя плотность Вселенной, {\displaystyle P} — давление, {\displaystyle c} — скорость света.
Приведённая система уравнений допускает множество решений, в зависимости от выбранных параметров. На самом деле значение параметров фиксированы только на текущий момент и с течением времени эволюционируют, поэтому эволюцию расширения описывает совокупность решений.

#### Объяснение закона Хаббла
Допустим, есть источник, расположенный в сопутствующей системе на расстоянии r1 от наблюдателя. Приёмная аппаратура наблюдателя регистрирует фазу приходящей волны. Рассмотрим два интервала между точками с одной и той же фазой:
{\displaystyle {\frac {\delta t_{1}}{\delta t_{0}}}={\frac {\nu _{0}}{\nu _{1}}}\equiv 1+z.}
С другой стороны для световой волны в принятой метрике выполняется равенство:
{\displaystyle dt=\pm a(t){\frac {dr}{\sqrt {1-kr^{2}}}}.}
Если это уравнение проинтегрировать и вспомнить, что в сопутствующих координатах r не зависит от времени, то при условии малости длины волны относительно радиуса кривизны Вселенной получим соотношение:
{\displaystyle {\frac {\delta t_{1}}{a(t_{1})}}={\frac {\delta t_{0}}{a(t_{0})}}.}
Если теперь его подставить в первоначальное соотношение:
{\displaystyle 1+z={\frac {a(t_{0})}{a(t_{1})}}.}
После разложения правой части в ряд Тейлора с учётом члена первого порядка малости получим соотношение в точности совпадающее с законом Хаббла. Где постоянная H принимает вид:
{\displaystyle H={\frac {{\dot {a}}(t)}{a(t)}}.}

#### ΛCDM
| Космологические параметры по данным WMAP и Planck | Космологические параметры по данным WMAP и Planck | Космологические параметры по данным WMAP и Planck |
|                                                   | WMAP                                              | Planck                                            |
| ------------------------------------------------- | ------------------------------------------------- | ------------------------------------------------- |
| Возраст Вселенной t0 млрд лет                     | 13,75 ± 0,13                                      | 13,81 ± 0,06                                      |
| H0 (км/с)/Мпк                                     | 71,0 ± 2,5                                        | 67,4 ± 1,4                                        |
| Плотность барионной материи Ωbh2                  | 0,0226 ± 0,0006                                   | 0,0221 ± 0,0003                                   |
| Плотность тёмной материи Ωсh2                     | 0,111 ± 0,006                                     | 0,120 ± 0,003                                     |
| Общая плотность Ωt                                | 1,08+0,09 -0,07                                   | 1,0 ± 0,02                                        |
| Плотность барионной материи Ωb                    | 0,045 ± 0,003                                     |                                                   |
| Плотность тёмной энергии ΩΛ                       | 0,73 ± 0,03                                       | 0,69 ± 0,02                                       |
| Плотность тёмной материи Ωc                       | 0,22 ± 0,03                                       |                                                   |

Как уже говорилось, уравнения Фридмана допускают множество решений, в зависимости от параметров. Современная модель ΛCDM — это модель Фридмана с общепринятыми параметрами. Обычно в работе наблюдателей они приводятся в терминах, связанных с критической плотностью:
{\displaystyle \rho _{\textrm {cr}}={\frac {3H_{0}^{2}}{8\pi G}}.}
Если выразить левую часть из закона Хаббла, то после приведения получим следующий вид:
{\displaystyle 1=\Omega _{m}+\Omega _{k}+\Omega _{\Lambda },}
где Ωm = ρ/ρcr, Ωk = −kc2/(a2H2), ΩΛ = Λc2/(8πGρcr). Из этой записи видно, что если Ωm + ΩΛ = 1, то есть суммарная плотность материи и тёмной энергии равна критической, то k = 0, то есть пространство плоское; если больше, то k = +1, если меньше, то k = −1.
В современной общепринятой модели расширения космологическая постоянная положительна и существенно отлична от нуля, то есть на больших масштабах возникают силы антигравитации. Природа таких сил неизвестна, теоретически подобный эффект можно было бы объяснить действием физического вакуума, однако ожидаемая плотность энергии оказывается на много порядков больше, чем энергия, соответствующая наблюдаемому значению космологической постоянной — проблема космологической постоянной.
Остальные варианты на данный момент представляют только теоретический интерес, однако это может измениться при появлении новых экспериментальных данных. Современная история космологии уже знает подобные примеры: модели с нулевой космологической постоянной безоговорочно доминировали (помимо короткого всплеска интереса к другим моделям в 1960-е гг.) с момента открытия Хабблом космологического красного смещения и до 1998 года, когда данные по сверхновым типа Ia убедительно опровергли их.

#### Дальнейшая эволюция расширения
Дальнейший ход расширения в общем случае зависит от значений космологической постоянной Λ, кривизны пространства k и уравнения состояния P(ρ). Однако качественно эволюцию расширения можно оценить, опираясь на достаточно общие предположения.
Λ < 0
Если значение космологической постоянной отрицательно, то действуют только силы притяжения и более никаких. Правая часть уравнения энергии будет неотрицательной только при конечных значениях R. Это означает, что при некотором значении Rc Вселенная начнёт сжиматься при любом значении k и вне зависимости от вида уравнения состояния.
Λ = 0
В случае, если космологическая постоянная равна нулю, то эволюция при заданном значении H0 целиком и полностью зависит от начальной плотности вещества:
{\displaystyle \left({\frac {da}{dt}}\right)^{2}=G{\frac {8\pi \rho _{0}a_{0}^{3}}{3a}}-a_{0}^{2}H_{0}\left(\rho _{0}-{\frac {3H_{0}^{2}}{8\pi G}}\right).}
Если {\displaystyle \rho _{0}=\rho _{cr}}, то расширение продолжается бесконечно долго, в пределе с асимптотически стремящейся к нулю скоростью. Если плотность больше критической, то расширение Вселенной тормозится и сменяется сжатием. Если меньше, то расширение идёт неограниченно долго с ненулевым пределом: {\displaystyle H}.
Λ > 0
Если {\displaystyle \Lambda >0} и {\displaystyle k\leq 0}, то Вселенная монотонно расширяется, но в отличие от случая с Λ=0 при больших значениях R скорость расширения растёт:
{\displaystyle R\propto exp[(\Lambda /3)^{1/2}t].}
При {\displaystyle k=1} выделенным значением является {\displaystyle \Lambda _{c}=4\pi G\rho }. В этом случае существует такое значение {\displaystyle R}, при котором {\displaystyle R'=0} и {\displaystyle R''=0}, то есть Вселенная статична.
При {\displaystyle \Lambda >\Lambda _{c}} скорость расширения убывает до какого-то момента, а потом начинает неограниченно возрастать. Если {\displaystyle \Lambda } незначительно превышает {\displaystyle \Lambda _{c}}, то на протяжении некоторого времени скорость расширения остаётся практически неизменной.
В случае {\displaystyle \Lambda <\Lambda _{c}} всё зависит от начального значения {\displaystyle R}, с которого началось расширения. В зависимости от этого значения Вселенная либо будет расширяться до какого-то размера, а потом сожмётся, либо будет неограниченно расширяться.

### Теория Большого взрыва (модель горячей Вселенной)
Теория Большого взрыва — теория первичного нуклеосинтеза. Отвечает на вопрос — каким образом образовались химические элементы и почему распространённость их именно такая, какая сейчас наблюдается. Зиждется на экстраполяции законов ядерной и квантовой физики, в предположении, что при движении в прошлое, средняя энергия частиц (температура) возрастает.
Граница применимости — область высоких энергий, выше которых перестают работать изученные законы. При этом вещества как такового уже и нет, а есть практически чистая энергия. Если экстраполировать закон Хаббла на тот момент, то окажется, что видимая область Вселенной разместилась в небольшом объёме. Малый объём и большая энергия — характерное состояние вещества после взрыва, отсюда и название теории — теория Большого взрыва. При этом остаётся за рамками ответ на вопрос: «Что вызвало этот взрыв и какова его природа?».
Также теория Большого взрыва предсказала и объяснила происхождение реликтового излучения — это наследие того момента, когда ещё всё вещество было ионизованным и не могло сопротивляться давлению света. Иными словами, реликтовый фон — это остаток «фотосферы Вселенной».

#### Энтропия Вселенной
Главным аргументом, подтверждающий теорию горячей Вселенной, является значение её удельной энтропии. Она с точностью до численного коэффициента равна отношению концентрации равновесных фотонов nγ к концентрации барионов nb.
Выразим nb через критическую плотность и долю барионов:
{\displaystyle n_{b}={\frac {\rho _{c}r}{m_{p}}}=1{,}124\cdot 10^{-5}\Omega _{b}h_{100}^{2},}
где h100 — современное значение Хаббла, выраженное в единицах 100 км/(c Мпк), и, учитывая, что для реликтового излучения с T=2,73 К
{\displaystyle n_{\gamma }\approx 420(1+z)^{3}} см−3,
получаем:
{\displaystyle \eta \simeq n_{b}/n_{\gamma }\approx 2{,}7\cdot 10^{-8}\Omega _{b}h_{100}^{2}\sim 10^{-9}.}
Обратная величина и есть значение удельной энтропии.

##### Первые три минуты. Первичный нуклеосинтез

Основные ядерные реакции на этапе первичного нуклеосинтеза

Предположительно, с начала рождения (или по крайне мере с конца инфляционной стадии) и в течение времени, пока температура остаётся не ниже 1016 ГэВ (10−10с), присутствуют все известные элементарные частицы, причём все они не имеют массы. Этот период называется периодом Великого объединения, когда электрослабое и сильное взаимодействия едины.
На данный момент невозможно сказать, какие же именно частицы присутствуют в тот момент, но кое-что всё же известно. Величина η — не только показатель удельной энтропии, но и характеризует избыток частиц над античастицами:
{\displaystyle {\frac {n_{p}-n_{\bar {p}}}{n_{p}}}=10^{-9}.}
В момент, когда температура опускается ниже 1015 ГэВ, вероятно, выделяются X- и Y-бозоны с соответствующими массами.
Эпоху Великого объединения сменяет эпоха электрослабого объединения, когда электромагнитное и слабое взаимодействия представляют единое целое. В эту эпоху идёт аннигиляция X- и Y-бозонов. В момент, когда температура понижается до 100 ГэВ, эпоха электрослабого объединения заканчивается, образуются кварки, лептоны и промежуточные бозоны.
Настаёт адронная эра, эра активного рождения и аннигиляции адронов и лептонов. В эту эпоху примечателен момент кварк-адронного перехода или момент конфайнмента кварков, когда стало возможным слияние кварков в адроны. В этот момент температура равна 300—1000 МэВ, а время от рождения Вселенной составляет 10−6 с.
Эпохе адронной эры наследует лептонная эра — в момент, когда температура падает до уровня 100 МэВ, а на часах 10−4 с. В эту эпоху состав Вселенной начинает походить на современный; основные частицы — это фотоны, помимо них есть только электроны и нейтрино со своими античастицами, а также протоны и нейтроны. В этот период происходит одно важное событие: вещество становится прозрачным для нейтрино. Возникает что-то наподобие реликтового фона, но для нейтрино. Но так как отделение нейтрино произошло раньше отделения фотонов, когда некоторые виды частиц ещё не проаннигилировали, отдав свою энергию остальным, то и остыли они больше. К настоящему времени нейтринный газ должен был остыть до 1,9 К, если нейтрино не имеют массы (или их массы пренебрежимо малы).
При температуре Т≈0,7 МэВ термодинамическое равновесие между протонами и нейтронами, существовавшее до этого, нарушается и отношение концентрации нейтронов и протонов застывает на значении 0,19. Начинается синтез ядер дейтерия, гелия, лития. Спустя ~200 секунд после рождения Вселенной температура падает до значений, при которых нуклеосинтез более невозможен, и химический состав вещества остаётся неизменным до момента рождения первых звёзд.

#### Проблемы теории Большого взрыва
Несмотря на значительные успехи, теория горячей Вселенной сталкивается с рядом трудностей. Если бы Большой взрыв вызвал расширение Вселенной, то в общем случае могло бы возникнуть сильное неоднородное распределение вещества, чего не наблюдается. Теория Большого взрыва также не объясняет расширение Вселенной, она принимает его как факт.
Теория также предполагает, что соотношение числа частиц и античастиц на первоначальной стадии было таким, что дало в результате современное преобладание материи над антиматерией. Можно предположить, что вначале Вселенная была симметрична — материи и антиматерии было одинаковое количество, но тогда, чтобы объяснить барионную асимметрию, необходим некоторый механизм бариогенеза, который должен приводить к возможности распада протона, чего также не наблюдается.
Различные теории Великого объединения предполагают рождение в ранней Вселенной большого числа магнитных монополей, до сего момента также не обнаруженных.

### Инфляционная модель
Задача теории инфляции — дать ответы на вопросы, которые оставили после себя теория расширения и теория Большого взрыва: «Почему Вселенная расширяется? И что такое Большой взрыв?» Для этого расширение экстраполируется на нулевой момент времени и вся масса Вселенной оказывается в одной точке, образуя космологическую сингулярность, часто её и называют Большим взрывом. По всей видимости, общая теория относительности на тот момент уже неприменима, что приводит к многочисленным, но пока, увы, только чисто умозрительным попыткам разработать более общую теорию (или даже «новую физику»), решающую эту проблему космологической сингулярности.
Основная идея инфляционной стадии — если ввести скалярное поле, называемое инфлантоном, воздействие которого велико на начальных стадиях (начиная, примерно с 10−42с), но быстро убывает со временем, то можно объяснить плоскую геометрию пространства, хаббловское расширение же становится движением по инерции благодаря большой кинетической энергии, накопленной в ходе инфляции, а происхождение из малой изначально причинно-связанной области объясняет однородность и изотропность Вселенной.
Однако способов задать инфлатон — великое множество, что в свою очередь порождает целое множество моделей. Но большинство основывается на предположении о медленном скатывании: потенциал инфлантона медленно уменьшается до значения, равного нулю. Конкретный же вид потенциала и способ задания начальных значений зависит от выбранной теории.
Теории инфляции также делятся на бесконечные и конечные во времени. В теории с бесконечной инфляцией существуют области пространства — домены — которые начали расширяться, но из-за квантовых флуктуаций вернулись в первоначальное состояние, в котором возникают условия для повторной инфляции. К таким теориям относится любая теория с бесконечным потенциалом и хаотическая теория инфляции Линде.
К теориям с конечным временем инфляции относится гибридная модель. В ней существует два вида поля: первое ответственно за большие энергии (а значит за скорость расширения), а второе за малые, определяющие момент завершения инфляции. В таком случае квантовые флуктуации могут повлиять только на первое поле, но не на второе, а значит и сам процесс инфляции конечен.
К нерешённым проблемам инфляции можно отнести скачки температуры в очень большом диапазоне, в какой-то момент она падает почти до абсолютного нуля. В конце инфляции происходит повторный нагрев вещества до высоких температур. На роль возможного объяснения столь странного поведения предлагается «параметрический резонанс».

#### Мультивселенная
«Мультивселенная», «Большая Вселенная», «Мультиверс», «Гипервселенная», «Сверхвселенная», «Мультиленная», «Омниверс» — различные переводы английского термина multiverse. Появился он в ходе развития теории инфляции.
Области Вселенной, разделённые расстояниями больше размера горизонта событий, эволюционируют независимо друг от друга. Любой наблюдатель видит только те процессы, которые происходят в домене, равном по объёму сфере с радиусом, составляющим расстояние до горизонта частиц. В эпоху инфляции две области расширения, разделённые расстоянием порядка горизонта, не пересекаются.
Такие домены можно рассматривать как отдельные вселенные, подобные нашей: они точно так же однородны и изотропны на больших масштабах. Конгломерат таких образований и есть Мультивселенная.
Хаотическая теория инфляции предполагает бесконечное разнообразие Вселенных, каждая из которых может иметь отличные от других Вселенных физические константы. В другой теории Вселенные различаются по квантовому измерению. По определению эти предположения нельзя экспериментально проверить.

#### Альтернативы теории инфляции
Модель космической инфляции вполне успешна, но не необходима для рассмотрения космологии. У неё имеются противники, в числе которых можно назвать Роджера Пенроуза. Их аргументы сводятся к тому, что решения, предлагаемые инфляционной моделью, оставляют за собой упущенные детали. Например, никаких фундаментальных обоснований того, что возмущения плотности на доинфляционной стадии должны быть именно такими малыми, чтобы после инфляции возникала наблюдаемая степень однородности, эта теория не предлагает. Аналогичная ситуация и с пространственной кривизной: она очень сильно уменьшается при инфляции, но ничто не мешало ей до инфляции иметь настолько большое значение, чтобы всё-таки проявляться на современном этапе развития Вселенной. Иными словами, проблема начальных значений не решается, а лишь искусно драпируется.
В качестве альтернативы предлагаются такие экзотические теории, как теория струн и теория бран, а также циклическая теория. Основная идея этих теорий заключается в том, что все необходимые начальные значения формируются до Большого взрыва.
- Теория струн требует дополнить обычное четырёхмерное пространство-время ещё несколькими измерениями, которые играли бы роль на раннем этапе Вселенной, но сейчас находятся в компактифицированном состоянии. На неизбежный вопрос, почему же эти измерения компактифицированы, предлагается следующий ответ: суперструны обладают T-дуальностью, в связи с чем струна «наматывается» на дополнительные измерения, ограничивая их размер[84].
- В рамках теории бран (М-теории) всё начинается с холодного, статичного пятимерного пространства-времени. Четыре пространственных измерения ограничены трёхмерными стенами или три-бранами; одна из этих стен и является пространством, в котором мы живём, в то время как вторая брана скрыта от восприятия. Существует ещё одна три-брана, «потерянная» где-то между двумя граничными бранами в четырёхмерном пространстве. Согласно теории, при столкновении этой браны с нашей высвобождается большое количество энергии и тем самым образуются условия для возникновения Большого взрыва[85].
- Циклические теории постулируют, что Большой взрыв не является уникальным в своём роде, а подразумевает переход Вселенной из одного состояния в другое. Впервые циклические теории были предложены в 1930-е годы. Камнем преткновения таких теорий стал второй закон термодинамики, согласно которому энтропия может только возрастать. А значит, предыдущие циклы были бы намного короче и вещество в них было бы намного горячее, чем в момент последнего Большого взрыва, что маловероятно. На данный момент существует две теории циклического типа, сумевшие решить проблему всевозрастающей энтропии: теория Стейнхардта-Тюрока и теория Баум-Фрэмптона[86][87].

### Теория эволюции крупномасштабных структур

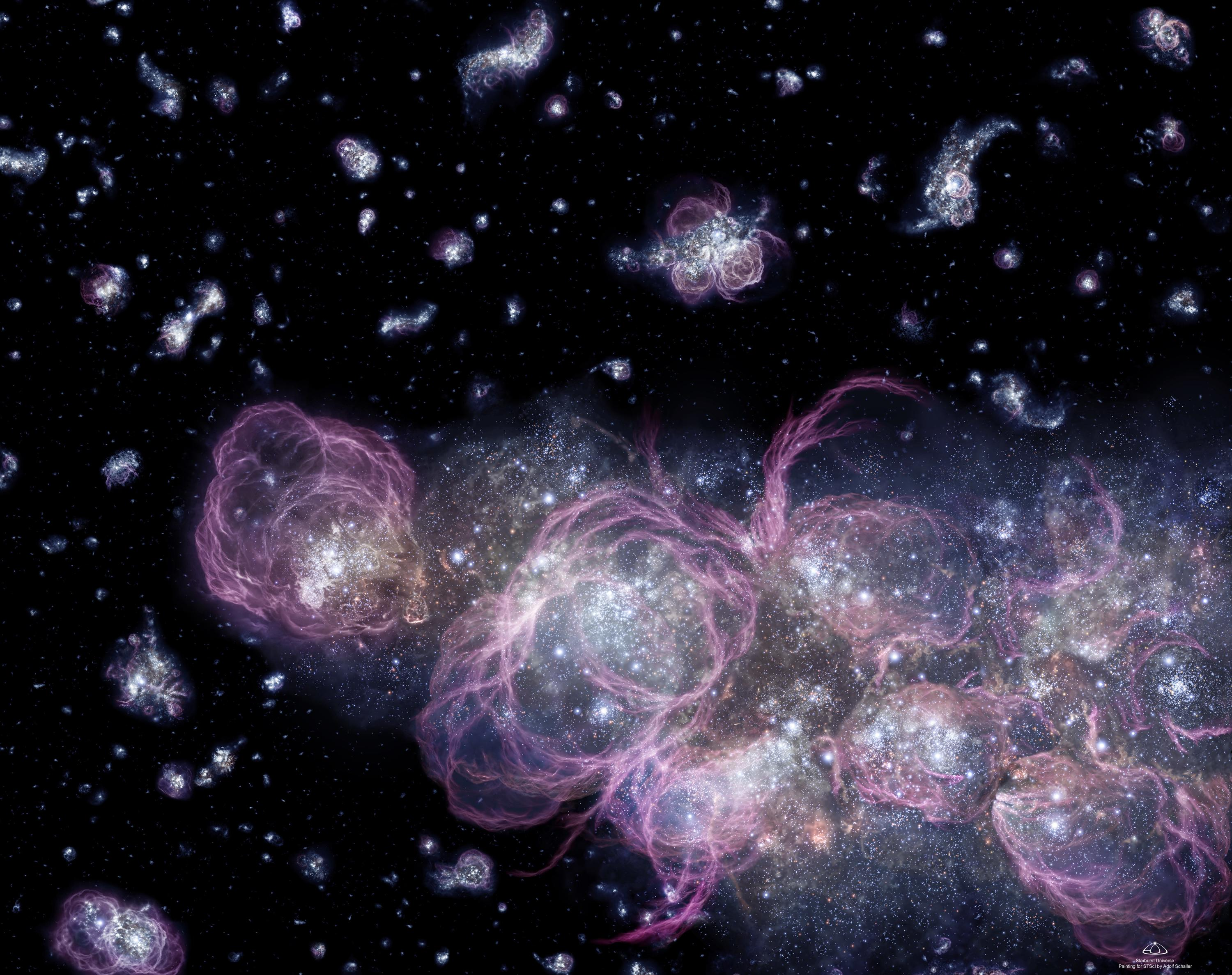
Образование и коллапс протогалактических облаков в представлении художника

Как показывают данные по реликтовому фону, в момент отделения излучения от вещества Вселенная была фактически однородна, флуктуации вещества были крайне малыми, и это представляет собой значительную проблему. Вторая проблема — ячеистая структура сверхскоплений галактик и одновременно сфероподобная — у скоплений меньших размеров. Любая теория, пытающаяся объяснить происхождение крупномасштабной структуры Вселенной, в обязательном порядке должна решить эти две проблемы (а также верно смоделировать морфологию галактик).
Современная теория формирования крупномасштабной структуры, как впрочем и отдельных галактик, носит названия «иерархическая теория». Суть теории сводится к следующему: вначале галактики были небольшие по размеру (примерно как Магеллановы облака), но со временем они сливаются, образуя всё большие галактики.
В последнее время верность теории поставлена под вопрос и не в малой степени этому способствовал downsizing. Однако в теоретических исследованиях эта теория является доминирующей. Наиболее яркий пример подобного изыскания — Millennium simulation (Millennium run).

#### Общие положения
Классическая теория возникновения и эволюции флуктуаций в ранней Вселенной — это теория Джинса на фоне расширения однородной изотропной Вселенной:
{\displaystyle \vartriangle \Phi =4\pi G\rho \delta ,}
{\displaystyle {\frac {\partial \delta }{\partial t}}+Hx\triangledown \delta +\triangledown v=0,}
{\displaystyle {\frac {\partial v}{\partial t}}+Hv+H(x\triangledown )v=-u_{s}^{2}\triangledown \delta -\triangledown \Phi ,}
где us — скорость звука в среде, G — гравитационная постоянная, а ρ — плотность невозмущённой среды, {\displaystyle \delta ={\frac {\delta \rho }{\rho }}.} — величина относительной флуктуации, Φ — гравитационный потенциал, создаваемый средой, v — скорость среды, p(x,t) — локальная плотность среды и рассмотрение происходит в сопутствующей системе координат.
Приведённую систему уравнений можно свести к одному, описывающий эволюцию неоднородностей:
{\displaystyle {\frac {\partial ^{2}\delta }{\partial t^{2}}}+2H{\frac {\partial \delta }{\partial t}}+\left({\frac {k^{2}}{a^{2}}}u_{s}^{2}-4\pi G\rho \right)\delta =0,}
где a — масштабный фактор, а k — волновой вектор. Из него, в частности, следует, что нестабильными являются флуктуации размер которых превышает:
{\displaystyle \lambda >\lambda _{J}={\sqrt {\frac {u_{s}^{2}\pi }{G\rho }}}.}
При этом рост возмущения идёт линейным образом или слабее, в зависимости от эволюции параметра Хаббла и плотности энергии.
Данная модель адекватно описывает коллапс возмущений в нерелятивистской среде, если их размер гораздо меньше текущего горизонта событий (в том числе и для тёмной материи во время радиационно-доминированной стадии). Для противоположных случаев необходимо рассматривать точные релятивистские уравнения. Тензор энергии-импульса идеальной жидкости с учётом малых возмущений плотности
{\displaystyle T_{\nu }^{\mu }=(\rho +\delta \rho +p+\delta p)u^{\mu }u_{\nu }-\delta _{\nu }^{\mu }(p+\delta p)}
ковариантно сохраняется, из чего следуют уравнения гидродинамики, обобщённые для релятивистского случая. Вместе с уравнениями ОТО они представляют исходную систему уравнений, определяющих эволюцию флуктуаций в космологии на фоне решения Фридмана.

#### Эпоха до рекомбинации
Выделенным моментом в эволюции крупномасштабной структуры Вселенной можно считать момент рекомбинации водорода. До этого момента действуют одни механизмы, после — совсем другие.
Первоначальные волны плотности больше горизонта событий и не влияют на плотность материи во Вселенной. Но по мере расширения размер горизонта сравнивается с длиной волны возмущения, как говорят «волна выходит из под горизонта» или «входит под горизонт». После этого процесс её расширения — распространение звуковой волны на расширяющемся фоне.
В эту эпоху под горизонт входят волны с длиной волны на нынешнюю эпоху не более 790 Мпк. Волны, важные для формирования галактик и их скоплений, входят в самом начале этой стадии.
В это время вещество представляет собой многокомпонентную плазму, в которой есть много различных эффективных механизмов затухания всех звуковых возмущений. Пожалуй, самый эффективный среди них в космологии — затухание Силка. После того, как все звуковые возмущения подавлены, остаются лишь адиабатические возмущения.
Какое-то время эволюция обычной и тёмной материи идут синхронно, но из-за взаимодействия с излучением температура обычного вещества падает медленнее. Происходит кинематическое и термическое разделение тёмной материи и барионного вещества. Предполагается, что этот момент наступает при {\displaystyle z=10^{5}.}
Поведение барион-фотонной компоненты после разделения и вплоть до окончания радиационной стадии описывается уравнением:
{\displaystyle \Phi ''+{\frac {4}{\eta }}\Phi '+u_{s}^{2}k^{2}\Phi =0,}
где k — импульс рассматриваемой волны, η — конформное время. Из его решения следует, что в ту эпоху амплитуда возмущений плотности барионной компоненты не росла и не убывала, а испытывала акустические осцилляции:
{\displaystyle \delta _{rad}\propto -cos(u_{s}k\eta ).}
В это же время тёмная материя таких осцилляций не испытывала, так как ни давление света, ни давление барионов и электронов не оказывает на неё воздействия. Более того, амплитуда её возмущений растёт:
{\displaystyle \delta _{CDM}\propto ln(k\eta ).}

#### После рекомбинации
После рекомбинации давление фотонов и нейтрино на вещество уже пренебрежимо мало. Следовательно, системы уравнений, описывающие возмущения тёмной и барионной материи, аналогичны:
{\displaystyle \delta '-k^{2}v=3\Phi ',}
{\displaystyle v'+{\frac {2}{\eta }}v=-\Phi .}
Уже из схожести вида уравнений можно предположить, а потом и доказать, что разность флуктуаций между тёмной и барионной материй стремится к константе. Иными словами, обычное вещество скатывается в потенциальные ямы, сформированные тёмной материей. Рост возмущений сразу после рекомбинации определяется решением
{\displaystyle \delta =C_{1}+{\frac {\Omega _{B}}{\Omega _{CDM}}}C_{2}{\frac {1}{\eta }}+{\frac {C_{3}}{\eta ^{3}}}+C_{4}\eta ^{2},}
где {\displaystyle C_{i}} — суть константы, зависящие от начальных значений. Как видно из вышенаписанного, на больших временах флуктуации плотности растут пропорционально масштабному фактору:
{\displaystyle \delta \propto \eta ^{2}\propto a(\eta ).}
Все скорости роста возмущений, приведённые в этом параграфе и в предыдущем, растут с волновым числом {\displaystyle k}, следовательно, при начальном плоском спектре возмущений на стадию коллапса раньше выходят возмущения наименьших пространственных масштабов, то есть первыми образуются объекты с меньшей массой.
Для астрономии интерес представляют объекты с массой ~105Mʘ. Дело в том, что при коллапсе тёмной материи образуется протогало. Водород и гелий, стремящиеся к его центру, начинают излучать, и при массах меньших, чем 105Mʘ, это излучение вышвыривает газ обратно на окраины протоструктуры. При бо́льших массах запускается процесс формирования первых звёзд.
Важным следствием начального коллапса является то, что возникают звёзды большой массы, излучающие в жёсткой части спектра. Испущенные жёсткие кванты в свою очередь встречаются с нейтральным водородом и ионизуют его. Таким образом сразу после первой вспышки звездообразования происходит вторичная ионизация водорода.

#### Стадия доминирования тёмной энергии
Предположим, что давление и плотность тёмной энергии не меняется со временем, то есть она описывается космологической константой. Тогда из общих уравнений для флуктуаций в космологии следует, что возмущения эволюционируют следующим образом:
{\displaystyle \delta _{M}\propto a^{3}{\frac {k^{2}}{a^{2}}}\Phi .}
Учитывая, что потенциал при этом обратно пропорционален масштабному фактору {\displaystyle a}, это означает, что рост возмущений не происходит и их размер неизменен. Это означает, что иерархическая теория не допускает структур больше ныне наблюдаемых.
В эпоху доминирования тёмной энергии происходят два последних важных события для крупномасштабных структур: появление галактик, подобных Млечному Пути — это происходит на z~2, а немного погодя — образование скоплений и сверхскоплений галактик.

#### Проблемы теории
Иерархическая теория — логично вытекающая из современных, проверенных представлений о формировании звёзд и использующая большой арсенал математических средств, в последнее время столкнулась с целым рядом проблем, как теоретического, так и, что более важно, наблюдательного характера:
1. Самая большая теоретическая проблема лежит в том месте, где происходит сшивка термодинамики и механики: без введения дополнительных нефизических сил невозможно заставить два гало из тёмной материи слиться.
2. Войды формируются скорее ближе к нашему времени, нежели к рекомбинации, однако не так давно обнаруженные абсолютно пустые пространства размерами в 300 Мпк вступают в диссонанс с этим утверждением.
3. Также не вовремя рождаются гигантские галактики, их число в единице объёма на больших z гораздо больше того, что предсказывает теория. Более того, оно остаётся неизменным, когда по теории должно очень быстро расти.
4. Данные по самым старым шаровым скоплениям не хотят мириться со вспышкой образования звёзд массой порядка 100 Мʘ и предпочитают звёзды типа нашего Солнца.

И это лишь часть тех проблем, которые встали перед теорией.

### Проблемы современных моделей
Если проэкстраполировать закон Хаббла назад во времени, то в итоге возникнет точка, гравитационная сингулярность, называемая космологической сингулярностью. Это большая проблема, так как весь аналитический аппарат физики становится бесполезным. И хотя, следуя путём Гамова, предложенным в 1946 году, можно надёжно экстраполировать до момента, пока работоспособны современные законы физики, но точно определить этот момент наступления «новой физики» пока не представляется возможным. Предполагается, что по величине он равен планковскому времени, {\displaystyle \sim 10^{-43}} с.
Вопрос о форме Вселенной является важным открытым вопросом космологии. Говоря математическим языком, перед нами стоит проблема поиска трёхмерной топологии пространственного сечения Вселенной, то есть такой фигуры, которая наилучшим образом представляет пространственный аспект Вселенной. Общая теория относительности как локальная теория не может дать полного ответа на этот вопрос, хотя некоторые ограничения вводит и она.
Во-первых, неизвестно, является ли Вселенная глобально пространственно плоской, то есть применимы ли законы Евклидовой геометрии на самых больших масштабах. В настоящее время большинство космологов полагают, что наблюдаемая Вселенная очень близка к пространственно плоской с локальными складками, где массивные объекты искажают пространство-время. Это мнение было подтверждено последними данными WMAP, рассматривающими «акустические осцилляции» в температурных отклонениях реликтового излучения.
Во-вторых, неизвестно, является ли Вселенная односвязной или многосвязной. Согласно стандартной модели расширения, Вселенная не имеет пространственных границ, но может быть пространственно конечна. Это может быть понято на примере двумерной аналогии: поверхность сферы не имеет границ, но имеет ограниченную площадь, причём кривизна сферы постоянна. Если Вселенная действительно пространственно ограничена, то в некоторых её моделях, двигаясь по прямой линии в любом направлении, можно попасть в отправную точку путешествия (в некоторых случаях это невозможно из-за эволюции пространства-времени).
В-третьих, существуют предположения, что Вселенная изначально родилась вращающейся. Классическим представлением о зарождении является идея об изотропности Большого взрыва, то есть о распространении энергии одинаково во все стороны. Однако появилась и получила некоторое подтверждение конкурирующая гипотеза: группа исследователей из Мичиганского университета под руководством профессора физики Майкла Лонго (Michael Longo) установила, что спиральные рукава галактик, закрученные против часовой стрелки, встречаются на 7 % чаще, чем галактики с «противоположной ориентацией», что может свидетельствовать о наличии изначального момента вращения Вселенной. Данная гипотеза должна быть также проверена наблюдениями в Южном полушарии.

## История открытия Вселенной

### Древняя космография и ранняя астрономия

#### Цивилизации Азии и Средиземноморья

##### Месопотамия
На относительно небольшой территории между Тигром и Евфратом, последовательно сменяя друг друга, существовали несколько культур. Их космогонические воззрения похожи друг на друга. Менялись имена богов, некоторые детали, но суть сохранялась.
Согласно описанию Диодора Сицилийского у народов Месопотамии Вселенная делится на три мира: небесный мир бога Ану, наземный мир Бэла, отождествляемого с Энлилем, и подземный мир, где владычествует Эа. Второй мир, надземный, подобен горе и имеет вид опрокинутой круглой барки, выдолбленной снизу. Небесный мир повторяет форму наземного, отмежёвываясь от него небесным океаном. Солнце ходит с востока на запад, следуя установленного ему пути, ровно как и звёзды.
Что касается астрономических познаний, то данные по ним очень фрагментарны. Во-первых, датировка древнейших и по сути единственных источников на данную тему mul APIN и «Астролябии» крайне неточна и в различных работах может отличаться на тысячелетия, хотя большинство исследователей склоняются к касситскому периоду. Во-вторых, объекты, описанные в астролябиях и mul APIN, до сих пор отождествлены лишь частично, хотя гипотез высказано немало. В-третьих, кроме факта неподвижности звёзд, никакой информации о представлениях древневавилонских астрономов из этих источников почерпнуть не удаётся: не приводится объяснения движения планет и нет никаких сведений о собственном движении звёзд, которое вавилоняне могли бы обнаружить, учитывая период и точность наблюдения.
Также нет надёжных данных о том, как рассчитывалось движение звёзд. Часть исследователей утверждает, что вавилоняне уже использовали сферическую систему координат, однако оппоненты, опираясь на противоречие с космогоническими воззрениями и ряд других несоответствий, оспаривают данную точку зрения.

##### Древний Египет
В египетской мифологии не существовало единых представлений о сотворении мира. Существовало несколько различных версий.
Так в одной, ставили в центр мироздания солнечного бога Ра и считали его отцом всех прочих богов. Он и восемь его потомков образовывали так называемую эннеаду Гелиополиса. По гелиопольской легенде, Атум появился из изначальных вод, и по его воле из них же начал расти священный камень Бенбен. Стоя на его вершине, Атум породил Шу, бога воздуха, и Тефнут, богиню влаги. Эта пара родила своих детей, Геба, бога земли, и Нут, богиню неба. Эти первые поколения богов представляют в эннеаде основу творения. Геб и Нут произвели на свет Осириса, Исиду, Сета и Нефтиду, олицетворяющих соответственно плодородную пойму Нила и бесплодную пустыню.
Противоположная версия существовала в городе Гермополисе, где считали, что мир произошёл от восьмерых древних божеств, так называемой огдоады. Эта восьмёрка состояла из четырёх пар богов и богинь, символизирующих элементы творения. Нун и Наунет соответствуют изначальным водам, Ху и Хаухет — бесконечности пространства, Кук и Каукет — вечной тьме. Четвёртая пара неоднократно менялась, но, начиная с Нового царства, она состоит из Амона и Амаунет, олицетворяющих невидимость и воздух. По гермопольской версии, эти божества были матерями и отцами бога солнца, принёсшего в мир свет и дальнейшее творение.
Пространство мира не было для египтян однородным и изотропным. Каждый крупный храм считался особым местом, «сгустком бытия». Особыми местами были и пирамиды со своей сложной и загадочной топологией. А влияние направления течения Нила с юга на север было крайне сильным. Настолько, что когда египетские войска увидели Евфрат, текущий в обратную сторону, они назвали его перевёрнутой рекой (Му кеду, досл. «Перевёрнутая вода», транслит. егип. mw-qd.w).
Из астрономических текстов в оригинале до нашего времени ничего не дошло, кроме художественных росписей на саркофагах времён Среднего царства и надписи времён Нового царства. Также к астрономическим документам можно отнести и карты «деканов». По всей видимости речь идёт о звёздах или созвездиях, но уверенно отождествить можно лишь Сириус и Орион. Возможно, древние египтяне имели свой способ вычисления положения деканов, значительно отличающийся от нашего и утерянный к началу Среднего царства.

##### Древняя Греция

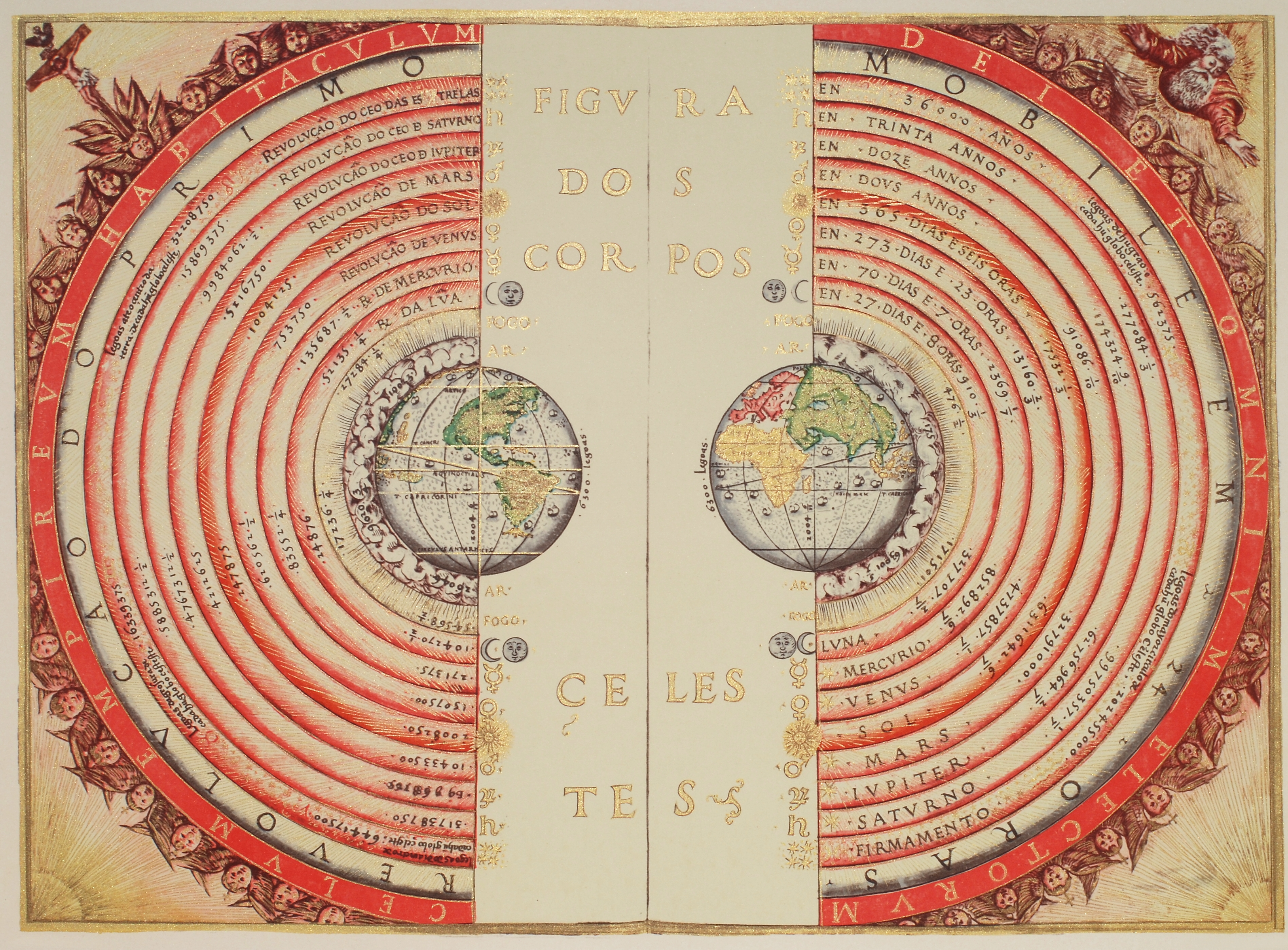
«Фигура небесных тел» — иллюстрация геоцентрической системы мира Птолемея, сделанная португальским картографом Бартоломеу Велью в 1568 году. Хранится в Национальной библиотеке Франции

Древняя Греция, как и многие другие древние цивилизации, создала своё представление о Вселенной. Но уникальность Древней Греции состояла в том, что она имела не одну модель: различные философские школы выдвинули крайне различные модели мира, и каждая была тем или иным образом аргументирована.
Ранние философские школы выделяли те или иные вещества или фигуры как основополагающие. Через эти основы и строились ранние представления о Вселенной. Так, то земной диск плавает в воде, как это было у Фалеса, то просто цилиндр плавает в бесконечном пространстве, как это было у Анаксимандра и т. д.
Пифагорейцы предложили пироцентрическую модель Вселенной, в которой звёзды, Солнце, Луна и шесть планет обращаются вокруг Центрального Огня (Гестии). Чтобы в сумме получилось священное число — десять — сфер, шестой планетой объявили Противоземлю (Антихтон). Как Солнце, так и Луна, по этой теории, светили отражённым светом Гестии. Эта система мира была описана Филолаем.
Большинство древнегреческих учёных, однако, были сторонниками геоцентрической системы мира, также основанной пифагорейцами.
Расстояния между светилами у пифагорейцев соответствовали музыкальным интервалам в гамме; при вращении их звучит «музыка сфер», не слышимая нами. Пифагорейцы считали Землю шарообразной, а некоторые из них (Экфант и Гикет) — даже вращающейся вокруг оси, отчего и происходит смена дня и ночи.
Платон анализировал весь мир через призму своих представлений о духовной сущности. Неизбежно это сказывалось и на устройстве мира. Звёзды у него были «божественными сущностями» с телом и душой. Их видимая форма — это огонь, и он светит для того, чтобы они выглядели самыми яркими и прекрасными. А для сходства со Всецелым они были созданы шарообразными. Космос в представлении Платона не вечен, так как всё, что ощущается, есть вещь, а вещи старятся и умирают. Более того, само Время родилось вместе с Космосом.
Платон же первым предложил разложить неравномерные движения светил на «совершённые» движения по окружностям. На этот призыв откликнулся Евдокс Книдский. В своих несохранившихся сочинениях он изложил теорию гомоцентрических сфер — кинематическую схему движения планет, объясняющую попятное движение планет (с несколькими наложенными круговыми движениями) всего по четырём сферам, в центре которых находилась Земля.

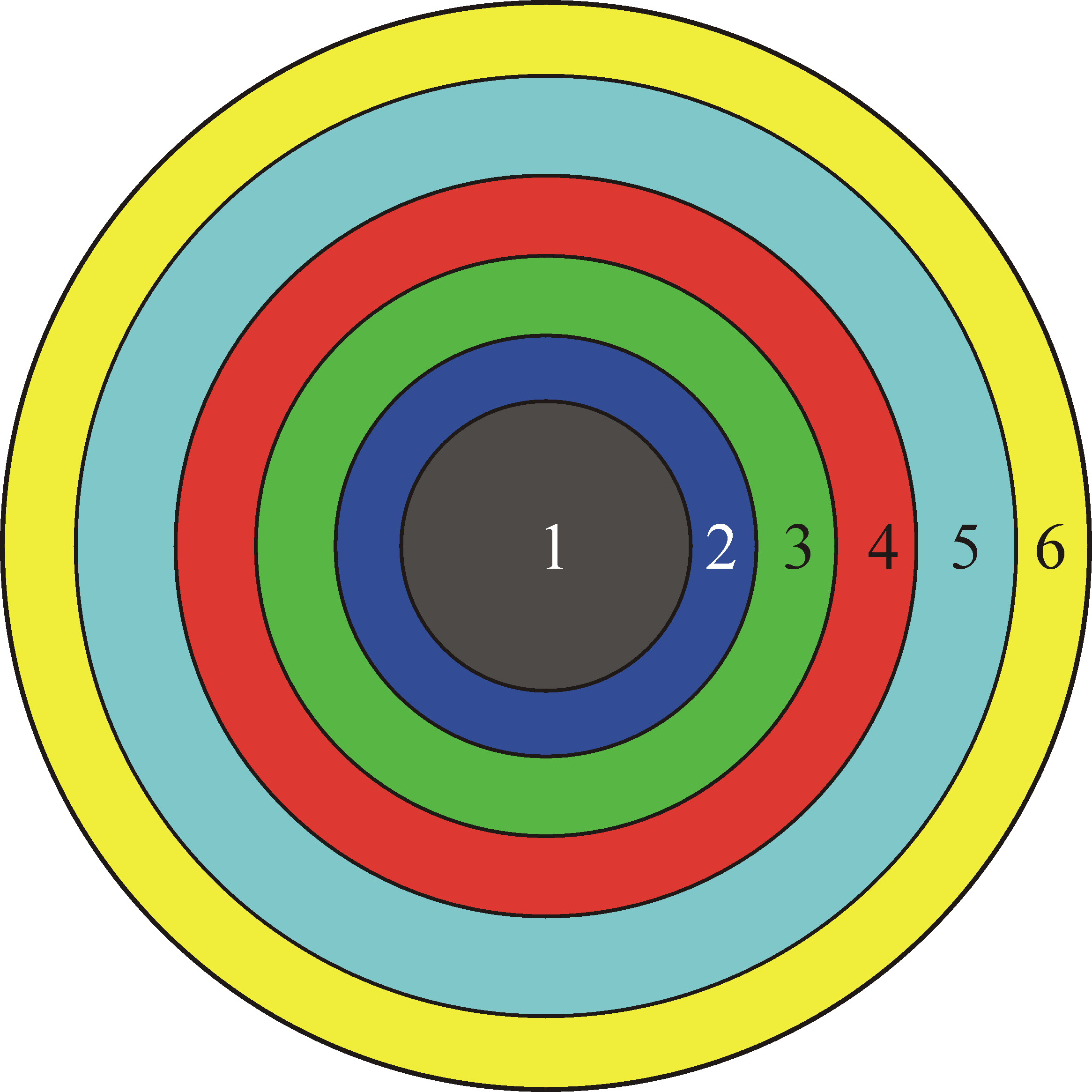
Структура Вселенной по Аристотелю. Цифрами обозначены сферы: земли (1), воды (2), воздуха (3), огня (4), эфира (5), Перводвигатель (6). Масштаб не соблюдён

Космологическую систему, имевшую большое значение в Средневековье, создал Аристотель. Он полагал, что небесные тела переносятся в своём движении твёрдыми небесными сферами, к которым они прикреплены. По его мнению, всё, что движется, приводится в движение чем-нибудь внешним, которое, в свою очередь, также чем-то движется, и так далее, пока мы не дойдём до двигателя, который сам по себе неподвижен — до Перводвигателя. Землю он считал неподвижной.
Гераклид Понтийский предполагал вращение Земли вокруг оси. Кроме того, на основании дошедших до нас скудных сведений можно предположить, что Гераклид считал Венеру и Меркурий обращающимися вокруг Солнца, которое, в свою очередь, обращается вокруг Земли. Существует и другая реконструкция система мира Гераклида: и Солнце, и Венера, и Земля вращаются по окружностям вокруг единого центра, причём период одного оборота Земли равен году. В таком случае теория Гераклида являлась органическим развитием системы мира Филолая и непосредственным предшественником гелиоцентрической системы мира Аристарха.
В первой половине III в до н. э. Аристарх предложил гелиоцентрическую систему мира. Исходя из гелиоцентрической системы и ненаблюдаемости годичных параллаксов звёзд он сделал вывод, что расстояние от Земли до Солнца пренебрежимо мало по сравнению с расстоянием от Солнца до звёзд. Кроме того, он предложил метод измерения расстояния до Солнца и Луны и их размеров. По его оценке, Земля по объёму в 250 раз меньше Солнца. Хотя численно он ошибся, его метод позволил установить, что Земля намного меньше Солнца.
С III века до н. э. греческая наука усвоила достижения вавилонян, в том числе достижения в астрономии и математике. Но греки пошли значительно дальше. Около 230 года до н. э. Аполлоний Пергский разработал новый метод представления неравномерного периодического движения через базовую окружность — деферент — и кружащуюся вокруг деферента вторичную окружность — эпицикл; само светило движется по эпициклу. В астрономию этот метод ввёл Гиппарх, работавший на Родосе.
В I веке до н. э. Гемин обнародовал мнение, что звёзды только кажутся лежащими на одной сфере, а на самом деле они располагаются на разных расстояниях от Земли. Есть все основания полагать, что это мнение также зародилось ранее, в III или II веке до н. э., поскольку оно ассоциируется с возможностью существования собственных движений звёзд, возможность которых предполагал Гиппарх: наличие таких движений несовместимо с представлением о звёздах как о телах, закреплённых на одной сфере.
После длительного упадка в конце I в н. э. — начале II в н. э. возобновляются исследование небесных и разработка моделей мира. Теон Смирнский описывает теорию вложенных сфер — физическую теорию, пытающуюся объяснить теорию эпициклов. Суть её в следующем. Представим себе две сделанные из твёрдого материала концентрические сферы, между которыми помещена маленькая сфера. Среднее арифметическое радиусов больших сфер является радиусом деферента, а радиус малой сферы — радиусом эпицикла. Вращение двух больших сфер заставит маленькую сферу вращаться между ними. Если поместить на экватор малой сферы планету, то её движение будет в точности таким, как в теории эпициклов; таким образом, эпицикл является экватором малой сферы.
Этой теории, с некоторыми модификациями, придерживался и Птолемей. Она описана в его труде «Планетные гипотезы». Там отмечается, в частности, что максимальное расстояние до каждой из планет равно минимальному расстоянию до планеты, следующей за ней, то есть максимальное расстояние до Луны равно минимальному расстоянию до Меркурия и т. д. Максимальное расстояние до Луны Птолемей смог оценить с помощью метода, аналогичного методу Аристарха: 64 радиуса Земли. Это дало ему масштаб всей Вселенной. В результате вышло, что звёзды расположены на расстоянии около 20 тысяч радиусов Земли. Птолемей также сделал попытку оценить размеры планет. В результате случайной компенсации ряда ошибок Земля у него оказалась средним по размеру телом Вселенной, а звёзды — имеющими примерно тот же размер, что и Солнце.

#### Цивилизации Северной и Южной Америк

##### Месоамерика
К цивилизациям месоамерики относятся ацтеки, майя, миштеки, ольмеки, пурепеча, сапотеки, тольтеки, тотонаки, уастеки, чичимеки. И хотя даже в рамках одной цивилизации в разных областях жизни различия могли быть огромны, но что касается общих представлений о мире, то тут наблюдается единство взглядов с незначительными отклонениями.
Месоамериканцы очень рано начали проводить точные астрономические наблюдения, обычно это связывают с сельскохозяйственными нуждами. Они точно могли вычислять солнечные и лунные затмения, а также координаты Венеры на небе. Также был создан точный календарь.
Но значительное место в месоамериканских представлениях занимают не результаты наблюдений, а астрология и календарь. Так, идея цикличности, заложенная в календаре, перекладывается на все события этого мира, периоды этих повторений связаны со священными числами для месоамериканцев, такими как 400, 20, 52. Цикличность также присутствует и в космогонии: мир разрушается и воссоздаётся вновь. Всего таких циклов было четыре, текущий — пятый. Если считать, что дата начала хронологии установлена верно, то конец текущего цикла приходится на 2012 год.
Устройство мира также было схожим: мир имеет вертикальное и горизонтальное деление. В проекции это четырёхугольник, углы которого ориентированы на стороны света. Через центр мира проходит мировое древо, соединяющее 13 небесных миров, наземный мир и 9 подземных. Каждая часть света имела своего бога и цвет, которые различались у разных народов. Рождение миру давала борьба двух противоположных начал: добра и зла, света и тьмы и т. д.

### Средневековье

#### Европа
В Средние века в католической Европе господствовала геоцентрическая система мира по Птолемею. Эта система вкупе с воззрениями Аристотеля получила официальное признание и поддержку со стороны Церкви и Папского престола. Одним из главных популяризаторов системы гомоцентрических сфер Аристотеля являлся знаменитый философ и богослов Фома Аквинский. Он считал эту систему единственно правильной; эпициклы и эксцентры, закреплённые в науке Птолемеем, считались «неизбежным злом», удобной математической фикцией, созданной для удобства расчётов.
В то же время в Европе начали возникать университеты. Несмотря на то, что они находились в той или иной степени под контролем католической Церкви, они стали главными центрами научной мысли, содействовали развитию и накоплению знаний об устройстве мироздания.

#### Исламский мир

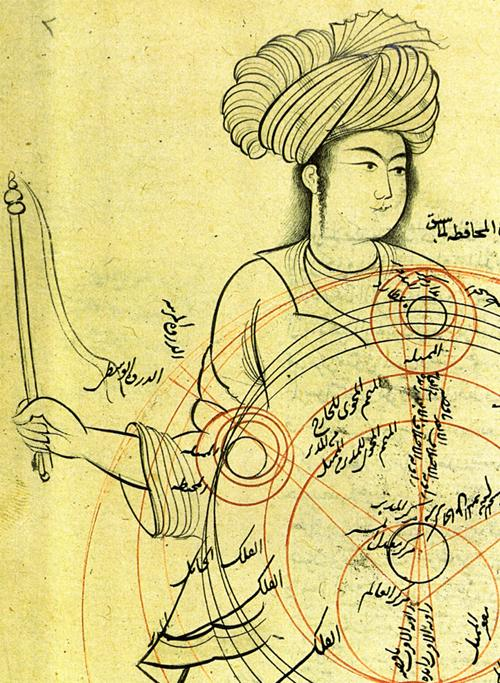
Манускрипт аш-Ширази, иллюстрирующий его теорию планетных движений

В области натуральной философии и космологии большинство арабских учёных следовали учению Аристотеля. В его основе лежало разбиение Вселенной на две принципиально различные части — подлунный и надлунный мир. Подлунный мир — это область изменчивого, непостоянного, преходящего; напротив, надлунный, небесный мир — это область вечного и неизменного. С этим представлением связана концепция естественных мест. Существует пять видов материи, и все они имеют свои естественные места в пределах нашего мира: элемент земли — в самом центре мира, далее следуют естественные места элементов воды, воздуха, огня, эфира.
В области космологии учёные стран ислама были сторонниками геоцентрической системы мира. Однако велись споры насчёт того, какой её вариант следует предпочесть: теорию гомоцентрических сфер или теорию эпициклов.
В XII — начале XIII столетия теория эпициклов подверглась массированной атаке со стороны арабских философов и учёных Андалусии. Это движение иногда называется «Андалусийским бунтом». Его основателем был Мухаммад ибн Баджа, известный в Европе как Авемпац (ум. 1138), дело продолжил его ученик Мухаммад ибн Туфайл (ок. 1110—1185) и ученики последнего Hyp ад-Дин ал-Битруджи, известный также как Альпетрагий, и Аверроэс; к их числу можно отнести и Маймонида, представителя иудейской общины Андалусии. Эти учёные были убеждены, что теория эпициклов, несмотря на все её преимущества с математической точки зрения, не соответствует действительности, поскольку существование эпициклов и эксцентрических деферентов противоречит физике Аристотеля, согласно которой единственным центром вращения небесных светил может быть только центр мира, совпадающий с центром Земли.
Однако и теория эпициклов в её птолемеевском варианте (теории бисекции эксцентриситета) не могла полностью удовлетворить астрономов. В этой теории для объяснения неравномерности движения планет предполагается, что движение центра эпицикла по деференту выглядит равномерным при наблюдении не из центра деферента, но некоторой точки, которая называется эквантом, или уравнивающей точкой. При этом Земля также находится не в центре деферента, а смещена в сторону симметрично точке экванта относительно центра деферента. В теории Птолемея угловая скорость центра эпицикла относительно экванта неизменна, а при наблюдении из центра деферента угловая скорость центра эпицикла при движении планеты меняется. Это противоречит общей идеологии докеплеровой астрономии, согласно которой все движения небесных тел слагаются из равномерных и круговых.
Мусульманские астрономы (начиная с ибн ал-Хайсама, XI век) отметили ещё одну, чисто физическую трудность теории Птолемея. Согласно теории вложенных сфер, которую развивал и сам Птолемей, движение центра эпицикла по деференту представлялось как вращение некоторой материальной сферы. Однако совершенно невозможно представить себе вращение твёрдого тела вокруг оси, проходящей через её центр, чтобы скорость вращения была неизменной относительно некоторой точки за пределами оси вращения.
Были попытки выйти и за пределы геоцентрической системы, однако, они встречали значительное сопротивление ортодоксальных богословов, которые отвергали любые натурфилософские теории как противоречащие тезису о всемогуществе Аллаха.

#### Православный мир

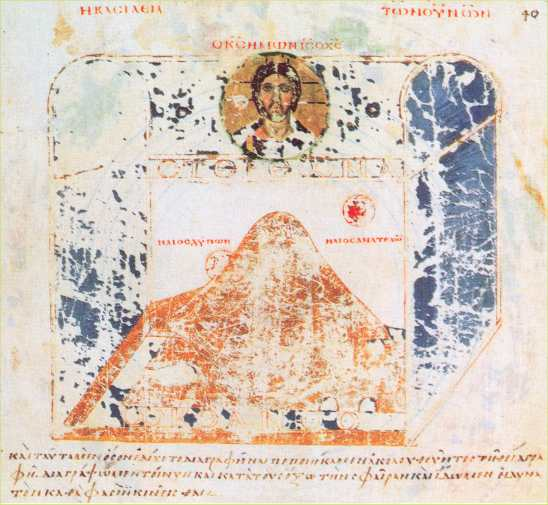
Картина мира по Косме Индикоплову (из «Христианской топографии»)

Представление о мире в Византии и странах, примкнувших к христианству восточного обряда, было тесно связано с богословием. Необходимо было объяснить окружающий мир и не войти в противоречие со Священным Писанием. Ещё в VI в. появилась рукопись «Христианская топография» за авторством Козьмы Индикоплевста, купца из Александрии. В Византии к ней не относились серьёзно. Патриарх Фотий писал болгарскому царю Михаилу о ней как о не заслуживающей внимания, указывал на абсурдность заключённых в ней представлений о небе и видел в авторе «более рассказчика басен, чем повествователя истины». Однако в Западной Европе сочинение получило широкое распространение. В домонгольский период оно проникло на территорию Киевской Руси и имела влияние вплоть до XVII в.
Козьма Индикоплевст отвергал гипотезу о шароподобности Земли и всю систему Птолемея, называя такие мысли «круглообразной ересью». Обосновывал это он тем, что в Священном Писании говорится — ангелы по Втором пришествии будут созывать трубным звуком народы «от конец небес до конец их». И если Земля кругообразна, то и небо кругообразно, то есть не имеет края, а это противоречит Писанию. Далее, если небо «кругообразно» и, следовательно, не прикасается краями к земному шару, то как же тогда люди при всеобщем воскресении будут всходить от земли во время Второго пришествия. По мнению Космы Земля имела форму прямоугольника. Сверху этот прямоугольник возвышается в гору, верхушка которой наклонена к северо-западу, и по склону этой земли-горы от севера до юга живут разные народы. При прохождении Солнце оказывается ближе к южным землям, чем к северным. Вокруг же Земли расположен океан, и на его краю возвышается твёрдая, но прозрачная стена небесного свода, непосредственно смыкающаяся с заокеанской землёй.
Помимо сочинения Козьмы Индикоплевста, существовала книга «Шестоднев» болгарского автора X века Иоанна Экзарха, дошедшая до нас в рукописи 1263 года. Данный труд гораздо противоречивее, чем первый. С одной стороны Иоанн излагает взгляды похожие на взгляды Козьмы, однако есть намёки и на то, что автор представляет себе Землю как шар. Также, в отличие от Козьмы, он отличает планеты от звёзд.
Космографические представления восточного христианства содержатся также в книге богослова VIII века Иоанна Дамаскина «Точное изложение православной веры». Взгляды Иоанна уже прямо противоположны взглядам Козьмы: Зодиак описывается во всех подробностях, описываются астрологические дома планет, заметна симпатия к кругообразности земли. В книге Дамаскина не выделяется целостного мнения относительно природы неба, но приводятся все воззрения на естество неба. Сочувственно цитируется взгляд Василия Великого: «сего небесе божественный Василий тонкое быти, глаголет, естество, аки дым».

### Эпоха Возрождения (XV—XVI вв.)

#### Раннее Возрождение (XV в.)
Новаторский характер носит космология Николая Кузанского (1401—1464), изложенная в трактате «Об учёном незнании». Он предполагал материальное единство Вселенной и считал Землю одной из планет, также совершающей движение; небесные тела населены, как и Земля, причём каждый наблюдатель во Вселенной с равным основанием может считать себя неподвижным. По его мнению, Вселенная безгранична, но конечна, поскольку бесконечность может быть свойственна одному только Богу. Вместе с тем у Кузанца сохраняются многие элементы средневековой космологии, в том числе вера в существование небесных сфер, включая внешнюю из них — сферу неподвижных звёзд. Однако эти сферы не являются абсолютно круглыми, их вращение не является равномерным, оси вращения не занимают фиксированного положения в пространстве. Вследствие этого у мира нет абсолютного центра и чёткой границы (вероятно, именно в этом смысле нужно понимать тезис Николая о безграничности Вселенной).

#### Гелиоцентрическая система (вторая половина XVI в.)
Первая половина XVI века отмечена появлением новой, гелиоцентрической системы мира Николая Коперника. В центр мира Коперник поместил Солнце, вокруг которого вращались планеты (в числе которых и Земля, совершавшая к тому же ещё и вращение вокруг оси). Вселенную он по-прежнему считал ограниченной сферой неподвижных звёзд; по-видимому, сохранялась у него и вера в существование небесных сфер.

#### Позднее Возрождение (вторая половина XVI в.)
Развивая идеи Коперника, английский астроном Томас Диггес высказывал предположения, что пространство бесконечно и заполнено звёздами. Эти представления углубил итальянский философ Джордано Бруно. Ряд положений космологии Бруно имеет новаторский и даже революционный для своего времени характер, в значительной мере предвосхитившие многие положения космологии Нового времени: представление о бесконечности Вселенной и числа миров в ней, отождествление звёзд с далёкими солнцами, представление о материальном единстве мироздания. Вместе с тем, некоторые представления Джордано Бруно (в первую очередь, идея о всеобщей одушевлённости материи) были вскоре оставлены наукой.

Система мира Тихо Браге

Однако не все учёные приняли концепцию Коперника. Так, одним из оппонентов был Тихо Браге, называя её математической спекуляцией. Он предложил свою компромиссную «геогелиоцентрическую» систему мира, которая представляла собой комбинацию учений Птолемея и Коперника: Солнце, Луна и звёзды вращаются вокруг неподвижной Земли, а все планеты и кометы — вокруг Солнца. Суточного вращения Земли Браге тоже не признавал.

### Научная революция (XVII в.)
Иоганн Кеплер представлял Вселенную в виде шара конечного радиуса с полостью посередине, где располагалась Солнечная система. Шаровой слой за пределами этой полости Кеплер считал заполненным звёздами — самосветящимися объектами, также окружёнными планетами. Один из его доводов является непосредственным предшественником фотометрического парадокса. С именем Кеплера связана ещё одна революция. Он заменяет круговые движения, отягчённые многочисленными эквантами, на одно — по эллипсу и выводит законы движения по нему, ныне носящие его имя.
Галилео Галилей, оставляя открытым вопрос о бесконечности Вселенной, отстаивал мнение, что звёзды подобны Солнцу. В середине — второй половине XVII века эти идеи поддержали Рене Декарт (теория вихрей), Отто фон Герике и Христиан Гюйгенс. Гюйгенсу принадлежит первая попытка определения расстояния до звезды (Сириуса) в предположении о равенстве её светимости солнечной.
Среди многочисленных сторонников системы Браге в XVII веке был видный итальянский астроном, иезуит Джованни Риччиоли. Прямое доказательство движения Земли вокруг Солнца появилось только в 1727 году (аберрация света), но фактически система Браге была отвергнута большинством учёных ещё в XVII веке как неоправданно и искусственно усложнённая по сравнению с системой Коперника-Кеплера.

### XVIII—XIX вв.
На пороге XVIII века выходит в свет книга, имеющая колоссальное значение для всей современной физики — «Математические начала натуральной философии» Исаака Ньютона. Ещё только создаваемый математический анализ даёт возможность физике строго оценивать факты, а также достоверно судить о качестве пытающихся описать их теорий.
На этой основе уже в XVIII в. Ньютон строит свою модель Вселенной. Он осознаёт, что в конечном мире, наполненном гравирующими телами, неизбежно наступит момент, когда все они сольются друг с другом. Таким образом, он полагает, что пространство Вселенной бесконечно.
В трактате 1755 года, основанном на работах Томаса Райта (англ. Thomas Wright), Иммануил Кант предположил, что Галактика может быть вращающимся телом, которое состоит из огромного количества звёзд, удерживаемых гравитационными силами, сходными с теми, что действуют в Солнечной системе, но в бо́льших масштабах. С точки наблюдателя, расположенного внутри Галактики (в частности, в нашей Солнечной системе), получившийся диск будет виден на ночном небе как светлая полоса. Кант высказал и предположение, что некоторые из туманностей, видимых на ночном небе, могут быть отдельными галактиками.
Уильям Гершель высказал предположение, что туманности могут быть далёкими звёздными системами, аналогичными системе Млечного Пути. В 1785 году он попытался определить форму и размеры Млечного Пути и положения в нём Солнца, используя метод «черпков» — подсчёта звёзд по разным направлениям. В 1795 году, наблюдая планетарную туманность NGC 1514, он отчётливо увидел в её центре одиночную звезду, окружённую туманным веществом. Существование подлинных туманностей, таким образом, не подлежало сомнению, и не было необходимости думать, что все туманные пятна — далёкие звёздные системы.
В 1837 году В. Я. Струве на основании собственных наблюдений обнаружил и измерил параллакс α Лиры (опубликовал в 1839 году). Полученное им значение (0,125" ± 0,055") было первым успешным определением параллакса звезды вообще. Это был первый шаг в осознании истинных пространственных масштабов Вселенной.

### XX век

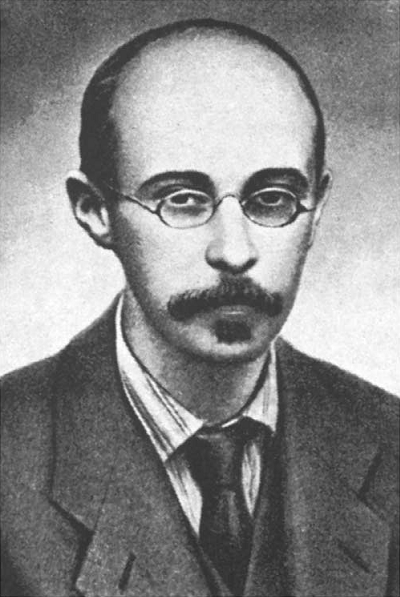
А. А. Фридман

XX век — век рождения современной космологии. Она возникает в начале века и по мере развития вбирает в себя все новейшие достижения, такие как технологии постройки больших телескопов, космические полёты и компьютеры.
Первые шаги к уже современной космологии были сделаны в 1908—1916 годы. В это время открытие прямо-пропорциональной зависимости между периодом и видимой звёздной величиной у цефеид в Малом Магеллановом облаке (Генриетта Ливитт, США) позволило Эйнару Герцшпрунгу и Харлоу Шепли разработать метод определения расстояний по цефеидам.
В 1916 году А. Эйнштейн пишет уравнения общей теории относительности — теории гравитации, ставшей основой для доминирующих космологических теорий. В 1917 году, пытаясь получить решение, описывающее «стационарную» Вселенную, Эйнштейн вводит в уравнения общей теории относительности дополнительный параметр — космологическую постоянную.
В 1922—1924 гг. А. Фридман применяет уравнения Эйнштейна (без космологической постоянной и с ней) ко всей Вселенной и получает нестационарные решения.
В 1929 году Эдвин Хаббл открывает закон пропорциональности между скоростью удаления галактик и расстоянием до них, позже названный его именем. Становится очевидным, что Млечный Путь — лишь небольшая часть окружающей Вселенной. Вместе с этим появляется доказательство для гипотезы Канта: некоторые туманности — галактики, подобные нашей. Одновременно подтверждаются выводы Фридмана о нестационарности окружающего мира, а вместе с тем и верность выбранного направления развития космологии.
С этого момента и вплоть до 1998 года классическая модель Фридмана без космологической постоянной становится доминирующей. Влияние космологической постоянной на итоговое решение изучается, но ввиду отсутствия экспериментальных указаний на её существенность для описания Вселенной такие решения для интерпретации наблюдательных данных не применяются.
В 1932 году Ф. Цвикки выдвигает идею о существовании тёмной материи — вещества, не проявляющего себя электромагнитным излучением, но участвующего в гравитационном взаимодействии. В тот момент идея была встречена скептически, и только около 1975 года она получает второе рождение и становится общепринятой.
В 1946—1949 годах Г. Гамов, пытаясь объяснить происхождение химических элементов, применяет законы ядерной физики к началу расширения Вселенной. Так возникает теория «горячей Вселенной» — теория Большого взрыва, а вместе с ней и гипотеза об изотропном реликтовом излучении с температурой в несколько Кельвин.
В 1964 году А. Пензиас и Р. Вильсон открывают изотропный источник помех в радиодиапазоне. Тогда же выясняется, что это реликтовое излучение, предсказанное Гамовым. Теория горячей Вселенной получает подтверждение, а в космологию приходит физика элементарных частиц.
В 1991—1993 годах в космических экспериментах «Реликт-1» и COBE открыты флуктуации реликтового излучения. Правда, нобелевской награды позже удостоятся только некоторые члены команды COBE.
В 1998 году по далёким сверхновым типа Ia строится диаграмма Хаббла для больших {\displaystyle z}. Выясняется, что Вселенная расширяется с ускорением. Модель Фридмана допускает подобное только при введении антигравитации, описываемой космологической постоянной. Возникает мысль о существовании особого рода энергии, ответственного за это — тёмной энергии. Появляется современная теория расширения — ΛCDM-модель, включающая в себя как тёмную энергию, так и тёмную материю. Ускоренное расширение Вселенной началось 6—7 млрд лет назад. В настоящее время (конец 2010-х гг.) Вселенная расширяется таким образом, что расстояния в ней увеличиваются в два раза за 10 млрд лет, и в доступном для прогноза будущем этот темп будет меняться мало:48.